# Liste der Kulturdenkmale in Gohlis-Mitte, A–K
Die Liste der Kulturdenkmale in Gohlis-Mitte enthält die Kulturdenkmale des Leipziger Ortsteils „Gohlis-Mitte“ des Stadtteils Gohlis, die in der Denkmalliste vom Landesamt für Denkmalpflege Sachsen mit Stand 2017 erfasst wurden.
Aus Platzgründen ist diese Liste geteilt. In dieser Liste sind die Kulturdenkmale in den Straßen mit den Anfangsbuchstaben A–K erfasst. Die Kulturdenkmale in den Straßen L–Z sind in der Liste der Kulturdenkmale in Gohlis-Mitte, L–Z aufgeführt.

## Legende
- Bild: Bild des Kulturdenkmals, ggf. zusätzlich mit einem Link zu weiteren Fotos des Kulturdenkmals im Medienarchiv Wikimedia Commons. Wenn man auf das Kamerasymbol klickt, können Fotos zu Kulturdenkmalen aus dieser Liste hochgeladen werden:
- Bezeichnung: Denkmalgeschützte Objekte und ggf. Bauwerksname des Kulturdenkmals
- Lage: Straßenname und Hausnummer oder Flurstücknummer des Kulturdenkmals. Die Grundsortierung der Liste erfolgt nach dieser Adresse. Der Link (Karte) führt zu verschiedenen Kartendiensten mit der Position des Kulturdenkmals. Fehlt dieser Link, wurden die Koordinaten noch nicht eingetragen. Sind diese bekannt, können sie über ein Tool mit einer Kartenansicht einfach nachgetragen werden. In dieser Kartenansicht sind Kulturdenkmale ohne Koordinaten mit einem roten bzw. orangen Marker dargestellt und können durch Verschieben auf die richtige Position in der Karte mit Koordinaten versehen werden. Kulturdenkmale ohne Bild sind an einem blauen bzw. roten Marker erkennbar.
- Datierung: Baubeginn, Fertigstellung, Datum der Erstnennung oder grobe zeitliche Einordnung entsprechend des Eintrags in der sächsischen Denkmaldatenbank
- Beschreibung: Kurzcharakteristik des Kulturdenkmals entsprechend des Eintrags in der sächsischen Denkmaldatenbank, ggf. ergänzt durch die dort nur selten veröffentlichten Erfassungstexte oder zusätzliche Informationen
- ID: Vom Landesamt für Denkmalpflege Sachsen vergebene, das Kulturdenkmal eindeutig identifizierende Objekt-Nummer. Der Link führt zum PDF-Denkmaldokument des Landesamtes für Denkmalpflege Sachsen. Bei ehemaligen Kulturdenkmalen können die Objektnummern unbekannt sein und deshalb fehlen bzw. die Links von aus der Datenbank entfernten Objektnummern ins Leere führen. Ein ggf. vorhandenes Icon  führt zu den Angaben des Kulturdenkmals bei Wikidata.

## Liste der Kulturdenkmale in Gohlis-Mitte, A–K
| Bild                                    | Bezeichnung | Lage | Datierung                                                    | Beschreibung | ID       |
| --------------------------------------- | --- | --- | ------------------------------------------------------------ | --- | -------- |
| Weitere Bilder                          | Eisenbahnbrücke | (Karte) | 1907 (Eisenbahnbrücke)                                       | über die Bahnstrecken Leipzig-Großkorbetha und S-Bahn-Ring, Bogenbrücke in gelbem Klinkermauerwerk, verkehrsgeschichtlich und ortsentwicklungsgeschichtlich von Bedeutung | 09297967 |
|                                         | Mietshaus in geschlossener Bebauung | Adolph-Menzel-Straße 1 (Karte) | 1905–1906 (Mietshaus)                                        | Putzfassade mit Kunststeingliederungen in jugendstiligen Formen, Tordurchfahrt, ortsentwicklungsgeschichtlich von Bedeutung | 09297320 |
|                                         | Mietshaus in geschlossener Bebauung | Adolph-Menzel-Straße 2 (Karte) | um 1900 (Mietshaus)                                          | späthistoristische Klinkerfassade mit Kunststein- und Klinkergliederungen, ortsentwicklungsgeschichtlich und baugeschichtlich von Bedeutung | 09297319 |
|                                         | Mietshaus in geschlossener Bebauung | Adolph-Menzel-Straße 3 (Karte) | um 1900 (Mietshaus)                                          | Klinkerfassade in Formen des ausgehenden Historismus, Putz- und Kunststeingliederungen, Tordurchfahrt, ortsentwicklungsgeschichtlich und baugeschichtlich von Bedeutung | 09297265 |
|                                         | Mietshaus in geschlossener Bebauung | Adolph-Menzel-Straße 4 (Karte) | um 1900 (Mietshaus)                                          | späthistoristische Klinkerfassade mit Kunststein- und Klinkergliederungen, Tordurchfahrt, ortsentwicklungsgeschichtlich und baugeschichtlich von Bedeutung | 09297318 |
|                                         | Mietshaus in geschlossener Bebauung | Adolph-Menzel-Straße 5 (Karte) | um 1900 (Mietshaus)                                          | späthistoristische Putzfassade mit Kunststeingleiderungen, Tordurchfahrt und ehemals Laden, ortsentwicklungsgeschichtlich und baugeschichtlich von Bedeutung | 09297264 |
|                                         | Mietshaus in halboffener Bebauung | Adolph-Menzel-Straße 6 (Karte) | um 1905 (Mietshaus)                                          | Putzfassade zwischen ausgehendem Historismus und Jugendstil, Kunststeingliederungen, Mittenbetonung durch Vorlage mit kleinem Schaugiebel, Tordurchfahrt, ortsentwicklungsgeschichtlich und baugeschichtlich von Bedeutung | 09297317 |
|                                         | Sachgesamtheit Wohnanlage Gemeinnützige Bau- und Siedlungs-AG »Heimat«, mit den Einzeldenkmalen: mehrere Mehrfamilienhäuser (siehe Obj. 09305285 Adolph-Menzel-Straße 11–17a, Obj. 9294356 Corinthstraße 24–26a sowie Obj. 09294362 Walter-Cramer-Straße 2–8), mit Vorgärten und begrünten Höfen zwischen den Zeilenbauten sowie drei Garagenanlagen an der Adolph-Menzel-Straße als Sachgesamtheitsteile | Adolph-Menzel-Straße 11; 13; 13a; 15; 15a; 17; 17a (Karte) | 1929–1931 (Wohnanlage)                                       | Putzbauten im Stil der Neuen Sachlichkeit in überwiegender Zeilenbebauung auf einem Geviert zwischen Adolph-Menzel-Straße, Corinthstraße und Walter-Cramer-Straße, Architekt Georg Wünschmann, Zeugnis des Sozialwohnungsbaues in der Weimarer Republik, ortsentwicklungsgeschichtlich, sozialgeschichtlich und baugeschichtlich von Bedeutung | 09294350 |
| Direkt Bild zu diesem Denkmal hochladen | Einzeldenkmale o. g. Sachgesamtheit: sechs Mehrfamilienhäuser und ein Doppelwohnhaus (Nr. 13, 13a) einer Wohnanlage (siehe auch Sachgesamtheitsdokument – Obj. 09294350, Adolph-Menzel-Straße 11–17a) | Adolph-Menzel-Straße 11; 13; 13a; 15; 15a; 17; 17a (Karte) | 1930–1931 (Doppelwohnhaus), 1930–1931 (Mehrfamilienwohnhaus) | Putzbauten im Stil der Neuen Sachlichkeit, Nummer 11 als Fortsetzung der Blockbebauung an der Heinrich-Budde-Straße, deshalb hier auch Walmdach, die übrigen Gebäude in prägender Zeilenbebauung, Nummer 13, 13a als Doppelhaus, die anderen mit Corinthstraße 24–26a als Wohnhauszeilen ausgeführt, jeweils zwei zu zwei mit überhöhten straßenseitigen Kopfbauten, Architekt Georg Wünschmann, Zeugnis des Sozialwohnungsbaues in der Weimarer Republik, siehe auch Walter-Cramer-Straße 2–8, ortsentwicklungsgeschichtlich, sozialgeschichtlich und baugeschichtlich von Bedeutung | 09305285 |
| Direkt Bild zu diesem Denkmal hochladen | Wohnanlage, bestehend aus sechs Mehrfamilienhäusern (Heinrich-Budde-Straße 28–32 und Adolph-Menzel-Straße 12–16) | Adolph-Menzel-Straße 12; 14; 16 (Karte) | 1931 (Mehrfamilienwohnhaus)                                  | Putzfassaden in typischen Formen um 1930, schlichte Putz- und Klinkergliederungen, Zeugnis des sozialen Wohnungsbaus in den Jahren der Weimarer Republik, straßenbildprägend, städtebauliche, ortsentwicklungsgeschichtliche und baugeschichtliche Bedeutung Bei den genannten Bauten handelt es sich um eine zusammenhängende Wohnanlage, die 1931 für die „Baugenossenschaft des vereinigten Baugewerbes für Leipzig und Umgebung“ errichtet worden ist. Entwerfende und bauleitende Architekten waren William Jonas, Max Krämer und Richard Welz. Die an der Ecke Heinrich-Budde- und Adolph-Menzel-Straße gelegene Baureihe besteht aus zwei viergeschossigen Flügeln mit jeweils zwei Eingängen und einem fünfgeschossigen Ecktrakt. In ihrem schlichten Äußeren ist sie typisch für die genossenschaftlichen Bauten der frühen 1930er Jahre in Leipzig. Das ihnen zugrundeliegende architektonische Grundkonzept wird insbesondere durch den Vergleich mit den kurz vorher für den gleichen Auftraggeber vollendeten und ähnlich aufgefassten Häusern in Leipzig-Dölitz deutlich. Die Fassade bekennt sich im Straßenraum zu kubischer Geschlossenheit. Eine Gliederung wird hauptsächlich durch die Verteilung der Baumassen und Proportionen erreicht. So ist die Zuordnung der niedrigeren Seitenflügel zum eckbeherrschenden Trakt in deren stärkerer Horizontalbetonung erkennbar. Sie wird durch Gesimse über dem sehr hohen Erdgeschoss und durch breite Putzbänder bewirkt, die sich durch glatten Putz und Hellfarbigkeit von den Rauputzflächen der übrigen Fassade abheben. Zu seiten des Ecktrakts sind diese Putzbänder unterbrochen, wodurch dieser Teil als dominierendes Element innerhalb der Baureihe gekennzeichnet ist. Die Zusammenfassung der Gebäudereihe geschieht durch den umlaufenden Ziegelsockel, in den die zeittypischen kleinen und quadratischen Kellerfenster eingeschnitten sind. Ebenfalls zeittypisch sind die Hauseingänge mit gestuften Ziegelgewänden. Sie stellen zusammen mit den Farbverglasungen der Treppenhausfenster den einzigen, jedoch akzentuiert eingesetzten Bauschmuck dieser Häuser dar. Zur Belebung der betont flächig angelegten Fassaden spielten die mit drei Quersprossen unterteilten Fenster, wie sie teilweise noch im Ecktrakt erhalten sind, eine wichtige Rolle. Ebenso sind die Treppenanlagen mit geschnitzten Wangen ein unverzichtbares Detail der ansonsten schlichten Innenausstattung. Die Wohnanlage der „Baugenossenschaft des vereinigten Baugewerbes für Leipzig und Umgebung“ gegenüber dem Heinrich-Budde-Platz ist in ihrer markanten Ecksituation städtebaulich prägend. Zudem verweist sie auf die bauliche Entwicklung des Stadtteils Gohlis in den Jahren zwischen I. und II. Weltkrieg, als Zeugnis des sozialen Wohnungsbaus verkörpert sie auch eine charakteristische Bauaufgabe zur Zeit der Weimarer Republik. Unter diesen Aspekten erlangt sie städtebauliche, ortsentwicklungsgeschichtliche und baugeschichtliche Bedeutung. LfD/2014 | 09292568 |
| Direkt Bild zu diesem Denkmal hochladen | Doppelmietshaus in geschlossener Bebauung, mit Vorgarten | Adolph-Menzel-Straße 34; 36 (Karte) | 1936 (Doppelmietshaus)                                       | Putzfassade in nachklingenden Formen der Klassischen Moderne der 1920er Jahre, Kunststeingliederungen, baugeschichtlich und ortsentwicklungsgeschichtlich von Bedeutung | 09297263 |
| Weitere Bilder                          | Einzeldenkmale o. g. Sachgesamtheit: zwei Doppelwohnhäuser (Am Parkteich 1/2 und 6/7) und ein Dreifachwohnhaus (Am Parkteich 3/4/5) in offener Bebauung (siehe auch Sachgesamtheitsdokument – Obj. 09294350, Am Parkteich 1–7) | Am Parkteich 1; 2; 3; 4; 5; 6; 7 (Karte) | 1928–1929 (Doppelwohnhaus), 1928–1929 (Dreifachwohnhaus)     | Putzbauten mit Einflüssen der expressionistischen Architektur und des Neuen Bauens, akzentuierende Klinkergliederungen, Architekt: O. M. Rothmann, ortsentwicklungsgeschichtlich und baugeschichtlich von Bedeutung | 09290793 |
|                                         | Sachgesamtheit Siedlung am Parkteich, mit den Einzeldenkmalen: zwei Einzelwohnhäuser (siehe auch Einzeldenkmaldokument – Obj. 09290792, Coppistraße 19, 21), zwei Doppelwohnhäuser (Am Parkteich 1/2 und 6/7) sowie einem Dreifachwohnhaus (Am Parkteich 3/4/5) (siehe auch Einzeldenkmaldokument – Obj. 09290793, Am Parkteich 1–7), mit Hausgärten und Anliegerstraße sowie Einfriedungen (bei Coppistraße 19, 21) als Sachgesamtheitsteile | Am Parkteich 1; 2; 3; 5; 6; 7 (Karte) | 1928–1929 (Siedlung)                                         | zeittypische innerstädtische Siedlung der 1920er Jahre, Gebäude symmetrisch um die als Stichstraße konzipierte Anliegerstraße gruppiert, vor dem Dreifachwohnhaus Am Parkteich 3/4/5 kleiner Platz, Gesamtbild vom Zusammenspiel von Gebäuden und umliegende Hausgärten geprägt, Architekt: O. M. Rothmann, ortsentwicklungsgeschichtlich und baugeschichtlich von Bedeutung | 09305523 |
|                                         | Doppelmietshaus (Anschriften: Benedixstraße 4 und Etkar-André-Straße 1) in halboffener Bebauung in Ecklage | Benedixstraße 4 (Karte) | um 1910 (Doppelmietshaus)                                    | Putzfassade im Reformstil um 1910, Putz- und Kunststeingliederungen, akzentuierender Putzdekor, angedeutete Erker und Vorlagen, zur Etkar-André-Straße seitliches Zwerchhaus mit Rundgiebel, ortsentwicklungsgeschichtlich und baugeschichtlich von Bedeutung | 09296796 |
| Direkt Bild zu diesem Denkmal hochladen | Mietshaus in halboffener Bebauung in Ecklage | Benedixstraße 10 (Karte) | um 1910 (Mietshaus)                                          | Putzfassade im Reformstil um 1910, Putzgliederungen, erkerartige Eckgestaltung, begleitet von zwei Kastenerkern, zur Benedixstraße seitlicher Zwerchgiebel, verschiedene Dachausbauten, ortsentwicklungsgeschichtlich und baugeschichtlich von Bedeutung | 09296794 |
|                                         | Mietshaus in geschlossener Bebauung | Benedixstraße 12 (Karte) | 1909–1910 (Mietshaus)                                        | Putzfassade im Reformstil um 1910, Putzgliederungen, Doppelerker, äußere Achsen als Loggien, zwei Zwerchhäuser, ortsentwicklungsgeschichtlich von Bedeutung Zwei mächtige Kastenerker und straßenseitige Loggien kennzeichnen die Reformstilfassade des 1909 bis Anfang des Jahres 1910 erbauten Mietshauses, das Lehrer Oskar Georg Reichardt durch den Möckerner Architekten Martin May auf dem 468 m² großen Baugrundstück entwerfen ließ. Im Keller führte ein Wirtschaftsdurchgang in den Hof und war hier zudem die Waschküche eingerichtet. In den oberen Etagen jeweils zwei Wohnungen mit Bad und Innen-WC, eine Wohnung war im Dachgeschoss hinter einem mächtigen Zwerchgiebel in neorenaissancecistisch anklingender Formensprache eingebaut. Zwischen 1995 und 1997 Sanierung, Um- und Ausbau und einhergehend leider die weitere Reduzierung der in der Bauzeichnung noch ersichtlichen eleganten Putzgliederungen und der gestalterisch akzentuierten Haustürrahmung. Als Bauherr zeichnete K + S Immobilien Marketing GmbH aus Rodenbach. Teile der Ausstattung sind erhalten, so u. a. Haustür, Treppenhaus, Putzgliederung und Terrazzostufen im Eingangsbereich. LfD/2012, 2014, 2018 | 09297351 |
| Weitere Bilder                          | Straßenbrücke über Eisenbahngleise | Breitenfelder Straße (Karte) | um 1900 (Straßenbrücke)                                      | mit Eisengeländer und Natursteinbrüstungen, bau- und technikgeschichtlich von Bedeutung | 09297770 |
| Direkt Bild zu diesem Denkmal hochladen | Platzanlage | Breitenfelder Straße (Karte) | um 1905 (Schmuckplatz)                                       | kleine gestaltete Grünfläche in Ecklage Landsberger Straße, dreieckiger Grundriss, alter Baumbestand, ortsentwicklungsgeschichtliche und stadtgrüngeschichtliche Bedeutung | 09297327 |
|                                         | Mietshaus in geschlossener Bebauung | Breitenfelder Straße 54 (Karte) | um 1900 (Mietshaus)                                          | späthistoristische Putzfassade mit Sandstein- und Kunststeingliederung, äußere Achsen als Loggien ausgebildet, ortsentwicklungsgeschichtlich und baugeschichtlich von Bedeutung | 09298320 |
| Weitere Bilder                          | Mietshaus in halboffener Bebauung in Ecklage, mit Einfriedung und Vorgarten in der Hoepnerstraße | Breitenfelder Straße 56 (Karte) | bezeichnet 1906 (Mietshaus)                                  | Putzfassade mit Putz- und Kunststeingliederungen, jugendstiliger Dekor, Eckbetonung durch Erker und Türmchenaufsatz, an den Fronten weitere Erker, zur Breitenfelder Straße Zwerchgiebel und Gaupe, ortsentwicklungsgeschichtlich und baugeschichtlich von Bedeutung | 09298321 |
|                                         | Mietshaus in halboffener Bebauung in Ecklage, mit Einfriedung und Vorgarten | Breitenfelder Straße 58 (Karte) | bezeichnet 1906 (Mietshaus)                                  | Putzfassade zwischen ausgehendem Historismus und Jugendstil, Putz- und Kunststeingliederungen, Eckbetonung durch Erker, zur Hoepnerstraße Seitenrisalit, äußere Achse an der Breitenfelder Straße als Loggienzone ausgebildet, ortsentwicklungsgeschichtlich und baugeschichtlich von Bedeutung | 09297783 |
|                                         | Mietshaus in geschlossener Bebauung | Breitenfelder Straße 60 (Karte) | um 1905 (Mietshaus)                                          | Putzfassade mit Putz- und Kunststeingliederungen, Jugendstildekor, seitliche Achsen mit Vorlagen in den Obergeschossen, ortsentwicklungsgeschichtlich und baugeschichtlich von Bedeutung | 09297986 |
|                                         | Mietshaus in geschlossener Bebauung | Breitenfelder Straße 66 (Karte) | um 1900 (Mietshaus)                                          | späthistoristische Putzfassade mit Putz- und Kunststeingliederungen, seitliche Vorlagen, Läden, ortsentwicklungsgeschichtlich und baugeschichtlich von Bedeutung | 09297987 |
|                                         | Mietshaus in halboffener Bebauung in Ecklage, mit Vorgarten in der Stauffenbergstraße | Breitenfelder Straße 68 (Karte) | um 1905 (Mietshaus)                                          | etwas reduzierte Putzfassade in Formen des ausgehenden Historismus mit Jugendstileinschlag, breite verbrochene Ecke mit Erkern, Balkonen und Türmchenaufsatz, zur Stauffenbergstraße teils geöffneter Erker, Läden, ortsentwicklungsgeschichtlich von Bedeutung | 09297989 |
|                                         | Mietshaus in halboffener Bebauung in Ecklage, mit Vorgarten in der Stauffenbergstraße | Breitenfelder Straße 70 (Karte) | um 1900 (Mietshaus)                                          | reduzierte Putzfassade in Formen des ausgehenden Historismus, Kunststeingliederungen, risalitartige Eckgestaltung, seitliche Vorlage an der Breitenfelder Straße, zur Stauffenbergstraße äußere Achse mit Loggien geöffnet, ortsentwicklungsgeschichtlich von Bedeutung | 09297990 |
|                                         | Mietshaus in geschlossener Bebauung | Breitenfelder Straße 71 (Karte) | um 1905 (Mietshaus)                                          | Putzfassade im Sinne der versachlichten Architektur nach 1900 mit Jugendstileinfluss, Sandsteingliederungen, seitliche Vorlagen, ortsentwicklungsgeschichtlich und baugeschichtlich von Bedeutung | 09297966 |
|                                         | Mietshaus in geschlossener Bebauung | Breitenfelder Straße 72 (Karte) | um 1895 (Mietshaus)                                          | späthistoristische Putz-Klinker-Fassade, Kunststein- und Putzgliederungen, Tordurchfahrt und Laden, ortsentwicklungsgeschichtlich und baugeschichtlich von Bedeutung | 09297991 |
|                                         | Mietshaus in halboffener Bebauung in Ecklage, mit Einfriedung und Vorgarten in der Jägerstraße | Breitenfelder Straße 73 (Karte) | um 1905 (Mietshaus)                                          | Putzfassade in Formen des ausgehenden Historismus mit Jugendstildekor, Putz- und Kunststeingliederungen, Eckerker mit Türmchenaufsatz, zur Jägerstraße Seitenrisalit, ortsentwicklungsgeschichtlich und baugeschichtlich von Bedeutung | 09297965 |
|                                         | Mietshaus in geschlossener Bebauung | Breitenfelder Straße 74 (Karte) | um 1905 (Mietshaus)                                          | Klinkerfassade in Formen des ausgehenden Historismus, Kunststeingliederungen, kleines, mittig angeordnetes Zwerchhaus, Tordurchfahrt und Laden, ortsentwicklungsgeschichtlich und baugeschichtlich von Bedeutung | 09297992 |
|                                         | Mietshaus in geschlossener Bebauung | Breitenfelder Straße 75 (Karte) | um 1900 (Mietshaus)                                          | späthistoristische Putz-Klinker-Fassade mit Putz- und Kunststeingliederungen, ehemals Laden, ortsentwicklungsgeschichtlich und baugeschichtlich von Bedeutung | 09297964 |
|                                         | Mietshaus in geschlossener Bebauung | Breitenfelder Straße 76 (Karte) | um 1900 (Mietshaus)                                          | späthistoristische Klinkerfassade mit Klinker- und Kunststeingliederungen, Tordurchfahrt und Laden | 09297993 |
|                                         | Mietshaus in geschlossener Bebauung | Breitenfelder Straße 78 (Karte) | um 1905 (Mietshaus)                                          | Klinkerfassade in Formen des ausgehenden Historismus, Kunststeingliederungen, Tordurchfahrt und ehemals Laden, ortsentwicklungsgeschichtlich von Bedeutung | 09297994 |
|                                         | Mietshaus in halboffener Bebauung in Ecklage, mit Vorgarten in der Stauffenbergstraße | Breitenfelder Straße 79 (Karte) | um 1900 (Mietshaus)                                          | historistische Klinkerfassade mit Putz- und Kunststeingliederungen, risalitartige Eckbetonung, ehemals mit Laden, in der Stauffenbergstraße seitliche Vorlage, ortsentwicklungsgeschichtlich und baugeschichtlich von Bedeutung | 09297962 |
|                                         | Mietshaus in geschlossener Bebauung | Breitenfelder Straße 80 (Karte) | um 1900 (Mietshaus)                                          | späthistoristische Klinkerfassade mit Kunststeingliederungen, ehemals Laden, ortsentwicklungsgeschichtlich und baugeschichtlich von Bedeutung | 09297995 |
|                                         | Mietshaus in geschlossener Bebauung | Breitenfelder Straße 81 (Karte) | um 1900 (Mietshaus)                                          | späthistoristische Klinkerfassade mit Kunststeingliederungen, Tordurchfahrt und ehemals Laden, ortsentwicklungsgeschichtlich und baugeschichtlich von Bedeutung | 09297086 |
|                                         | Doppelmietshaus (Nr. 83/85) in offener Bebauung, mit Hinterhaus (Nr. 83a) | Breitenfelder Straße 83; 83a; 85 (Karte) | 1890–1891 (Doppelmietshaus), 1897 (Hinterhaus)               | historistische Putzfassaden mit Putz- und Kunststeingliederungen, Hinterhaus Putzfassade mit Putzgliederungen, ortsentwicklungsgeschichtlich und baugeschichtlich von Bedeutung | 09263951 |
|                                         | Mietshaus in halboffener Bebauung in Ecklage | Breitenfelder Straße 84 (Karte) | um 1905 (Mietshaus)                                          | Putzfassade in Formen des ausgehenden Historismus, Putz- und Kunststeingliederungen, verbrochene Ecke, ehemals mit Laden, ortsentwicklungsgeschichtlich von Bedeutung | 09297996 |
|                                         | Doppelmietshaus in offener Bebauung | Breitenfelder Straße 87; 89 (Karte) | 1890–1891 (Doppelmietshaus)                                  | historistische Putzfassaden mit Putz- und Kunststeingliederungen, ortsentwicklungsgeschichtlich und baugeschichtlich von Bedeutung | 09298001 |
|                                         | Doppelmietshaus (Nr. 91b/93) in halboffener Bebauung, Hinterhaus (Nr. 91a) | Breitenfelder Straße 91a; 91b; 93 (Karte) | 1890–1891 (Doppelmietshaus), 1897 (Hinterhaus)               | historistische Putzfassaden mit Putz- und Kunststeingliederungen, ehem. Laden, Hinterhaus Putzfassade mit Putz- und Klinkergliederungen, ortsentwicklungsgeschichtlich und baugeschichtlich von Bedeutung | 09263950 |
|                                         | Mietshaus in geschlossener Bebauung | Breitenfelder Straße 95 (Karte) | um 1905 (Mietshaus)                                          | Klinkerfassade in Formen des ausgehenden Historismus und Jugendstils, Kunststeingliederungen, Mittenbetonung durch flache Vorlage in den Obergeschossen, Tordurchfahrt und Laden, ortsentwicklungsgeschichtlich und baugeschichtlich von Bedeutung | 09298000 |
|                                         | Mietshaus in geschlossener Bebauung | Breitenfelder Straße 97 (Karte) | um 1900 (Mietshaus)                                          | späthistoristische Klinkerfassade mit Kunststein- und Klinkergliederungen, Laden, ortsentwicklungsgeschichtlich und baugeschichtlich von Bedeutung | 09297999 |
|                                         | Mietshaus in geschlossener Bebauung | Breitenfelder Straße 99 (Karte) | um 1905 (Mietshaus)                                          | Klinkerfassade in Formen des ausgehenden Historismus mit Klinker- und Kunststeingliederungen, Hausdurchgang und ehemals Laden, ortsentwicklungsgeschichtlich und baugeschichtlich von Bedeutung | 09297998 |
|                                         | Mietshaus in halboffener Bebauung in Ecklage | Breitenfelder Straße 101 (Karte) | um 1895 (Mietshaus)                                          | späthistoristische Klinkerfassade mit Klinker- und Kunststeingliederungen, risalitartige Eckgestaltung mit Gaststätteneingang, an der Breitenfelder Straße Laden, straßenbildprägende Lage, ortsentwicklungsgeschichtlich und baugeschichtlich von Bedeutung | 09297997 |
|                                         | Mietshaus in halboffener Bebauung, mit Einfriedung, Vorgarten und Hofpflasterung | Claudiusstraße 1 (Karte) | bezeichnet 1906 (Mietshaus)                                  | Putzbau im Landhausstil um 1900 mit Jugendstildekoration, Putz-, Kunst- und Natursteingliederungen, Vorlagen mit Zierfachwerk im oberen Bereich, geschwungener Zwerchgiebel, Eckbetonung durch Erker mit Türmchenaufsatz und Schweifhaube, bauliche Einheit mit Nummer 3 und 5, ortsentwicklungsgeschichtlich und baugeschichtlich von Bedeutung | 09263974 |
|                                         | Mietshaus in geschlossener Bebauung, mit Einfriedung, Pflaster und Vorgarten | Claudiusstraße 3 (Karte) | 1906 (Mietshaus)                                             | etwas geglätteter Putzbau im Landhausstil um 1900, Putz- und Steingliederungen, polygonaler Standerker, teils mit Holzverkleidung, Zierfachwerk im Traufbereich, bauliche Einheit mit Nummer 1 und 5, ortsentwicklungsgeschichtlich und baugeschichtlich von Bedeutung | 09263975 |
|                                         | Mietshaus in halboffener Bebauung, mit Einfriedung, Pflaster und Vorgarten | Claudiusstraße 5 (Karte) | 1906 (Mietshaus)                                             | Putzbau im Landhausstil um 1900 mit Jugendstildekoration, teils rekonstruierte Putz- und Steingliederungen, erkerartige Vorlage mit ebenfalls rekonstruiertem Zierfachwerk im oberen Bereich, Dachhaus mit geschwungenem Giebel, bauliche Einheit mit Nummer 1 und 3, ortsentwicklungsgeschichtlich und baugeschichtlich von Bedeutung | 09297813 |
| Direkt Bild zu diesem Denkmal hochladen | Handschwengelpumpe mit Brunnenschacht und Abdeckplatte | Coppiplatz (Karte) | 1914 (Handschwengelpumpe)                                    | Ganzplatte, Zeugnis der Wasserversorgung in der Vergangenheit, stadtgeschichtlich von Bedeutung | 09297788 |
| Weitere Bilder                          | Einzeldenkmale o. g. Sachgesamtheit: zwei Einzelwohnhäuser in offener Bebauung (siehe auch Sachgesamtheitsdokument – Obj. 09294350) | Coppistraße 19; 21 (Karte) | 1928–1929 (Siedlungshaus)                                    | Putzbauten mit Einflüssen der expressionistischen Architektur und des Neuen Bauens, akzentuierende Klinkergliederungen, Architekt: O. M. Rothmann, baulicher Auftakt der kleinen Siedlungsanlage, ortsentwicklungsgeschichtlich und baugeschichtlich von Bedeutung | 09290792 |
| Direkt Bild zu diesem Denkmal hochladen | Sachgesamtheit Wohnanlage Dinterstraße der Gemeinnützigen Beamten-Baugenossenschaft, mit den Einzeldenkmalen: Coppistraße 23–31 fünf Mehrfamilienhäuser in Blockbebauung (siehe Obj. 09297914), Dinterstraße 18–28 drei Mehrfamilienhäuser in offener Bebauung (siehe Obj. 09297917), Kleiststraße 13–17 fünf Mehrfamilienhäuser in Blockbebauung (siehe Obj. 09297916) und Lützowstraße 58–66 fünf Mehrfamilienhäuser in Blockbebauung (siehe Obj. 09297912), mit Vorgärten an der Dinter- und Kleiststraße und begrüntem Innenhofbereich als Sachgesamtheitsteile | Coppistraße 23; 25 27; 29; 31 (Karte) | bezeichnet 1928, Lützowstraße (Wohnanlage)                   | städtebaulich prägende Wohnanlage in typischen Formen der 1920er Jahre mit Einflüssen des Art déco, Zeugnis des sozialen Wohnungsbaus zur Zeit der Weimarer Republik, baugeschichtlich, sozialgeschichtlich und städtebaulich von Bedeutung | 09297915 |
| Weitere Bilder                          | Einzeldenkmale o. g. Sachgesamtheit: fünf Mehrfamilienhäuser einer Wohnanlage (siehe auch Sachgesamtheitsdokument – Obj. 09297915, Coppistraße 23–31) | Coppistraße 23; 25; 27; 29; 31 (Karte) | um 1925 (Mehrfamilienwohnhaus)                               | Putzfassaden in typischen Formen der 1920er Jahre, akzentuierender Art-déco-Schmuck, Putz- und Kunststeingliederungen, Mittelteil (Nummer 27, 29) überhöht und leicht zurückspringend, Eckhaus (Nummer 23) mit wirkungsvoll gerundeter Fassade, siehe auch Dinterstraße 18–28, Kleiststraße 13–17 und Lützowstraße 58–66, Zeugnisse des sozialen Wohnungsbaus zur Zeit der Weimarer Republik, baugeschichtlich, sozialgeschichtlich und städtebaulich von Bedeutung | 09297914 |
|                                         | Mietshaus in geschlossener Bebauung | Coppistraße 26 (Karte) | um 1915 (Mietshaus)                                          | Putzfassade im Reformstil um 1915, Naturstein-, Kunststein- und Putzgliederungen, Doppelerker, seitliches Zwerchhaus, weitgehend gestalterische Übereinstimmung mit Nachbarhaus Nummer 28, ortsentwicklungsgeschichtlich und baugeschichtlich von Bedeutung | 09297290 |
|                                         | Mietshaus in geschlossener Bebauung | Coppistraße 28 (Karte) | um 1915 (Mietshaus)                                          | Putzfassade im Reformstil um 1915, Naturstein-, Kunststein- und Putzgliederungen, Doppelerker, seitliches Zwerchhaus, weitgehend gestalterische Übereinstimmung mit Nachbarhaus Nummer 26, ortsentwicklungsgeschichtlich und baugeschichtlich von Bedeutung | 09297289 |
|                                         | Mehrfamilienhaus einer Wohnanlage | Coppistraße 30 (Karte) | bezeichnet 1926 (Mehrfamilienwohnhaus)                       | Putzfassade in den traditionellen Formen der 1920er Jahre, Putz- und Kunststeingliederungen, Mittenbetonung durch Vorlage, darüber breiter Dreieckgiebel, akzentuierender Art- déco-Schmuck, bauliche Einheit mit Renkwitzstraße 2, verbunden durch Verandenanbau, Teil einer als Ergänzung in das bestehende Straßengefüge mit Blockbebauung eingeordneten Wohnanlage (siehe auch Krokerstraße 11–15, Renkwitzstraße 1–13 und 4–12), ortsentwicklungsgeschichtlich, sozialgeschichtlich und baugeschichtlich von Bedeutung | 09297287 |
|                                         | Mietshaus in halboffener Bebauung in Ecklage | Coppistraße 32 (Karte) | 1911 (Mietshaus)                                             | Putzfassade im Reformstil um 1910, Putzgliederungen, zur Coppistraße Erker, flankiert von Balkonen, darüber Zwerchhaus, zur Renkwitzstraße Risalit, Erdgeschoss mit Gaststätte, ortsentwicklungsgeschichtlich und baugeschichtlich von Bedeutung Aus dem Besitz des Johannishospitals kam das Grundstück Ende 1910 zur Versteigerung: der Ersteher Johann Eduard Wehner, Gastwirt aus Leipzig-Neuschönefeld, initiierte den Bau eines Eckhauses. Zum Herbst 1911 konnten die Mieter einziehen. Entwurf, statische Berechnungen und Bauleitung hatte Architekt Martin May übernommen, wohl zudem die Ausführung. Eine Mieteinheit kam unterm Dach zur Einrichtung, sowie im Parterre eine Wohnung sowie ein Eckladen mit angrenzenden Wohnräumen. In den Obergeschossen waren ausschließlich Dreiraumwohnungen mit innenliegendem Bad/WC mietbar. Die ursprüngliche Vorgarteneinfriedung zur heutigen Renkwitzstraße entstand 1911. Beidseitig sind Austritte dem großen Kastenerker an der Hauptfront zur Coppistraße angefügt, der Hauseingang von einem Portal gerahmt. Für den breiteren, beinahe zu massiv wirkenden Erker an der Renkwitzstraße war nur rechts der Anbau von Balkonen vorgesehen. Hier prägen vorherrschend die großen Rundbogenfenster des Erdgeschosses (heute Gaststätte) das Erscheinungsbild zur Renkwitzstraße. Der stattliche Eckbau ist komplett verputzt und ehemals bereicherte Nutung das Erdgeschoss und wirkten die Fenster herrschaftlich- elegant durch eine kleinteilige Sprossung. Erhalten ist jedoch die Fassadenzier aus gegossenen Dekorplatten, dem Stil der Reformarchitektur ebenso verpflichtet wie die Ausstattung im Inneren. Baugeschichtlicher Wert. LfD/2018 | 09297285 |
|                                         | Mietshaus in geschlossener Bebauung | Coppistraße 34 (Karte) | um 1910 (Mietshaus)                                          | Putzfassade im Reformstil um 1910, Putz- und Kunststeingliederungen, Doppelerker, seitlich verschobenes Zwerchhaus, ortsentwicklungsgeschichtlich von Bedeutung | 09297284 |
|                                         | Mietshaus in ehemals geschlossener Bebauung in Ecklage | Coppistraße 39 (Karte) | um 1910 (Mietshaus)                                          | Putzfassade im Reformstil um 1910, Putz- und Kunststeingliederungen, akzenturierender Dekor, zwei Kastenerker, ehemals Eckladen, ortsentwicklungsgeschichtlich und baugeschichtlich von Bedeutung | 09297291 |
|                                         | Mietshaus in ehemals geschlossener Bebauung | Coppistraße 45 (Karte) | um 1910 (Mietshaus)                                          | Putzfassade im Reformstil um 1910 mit Jugendstilnachklängen, Putz- und Natursteingliederungen, ortsentwicklungsgeschichtlich von Bedeutung | 09291784 |
|                                         | Mietshaus in geschlosser Bebauung | Coppistraße 47 (Karte) | um 1925 (Mietshaus)                                          | Putzfassade in schlichten, traditionellen Formen der 1920er Jahre, Putz-, Naturstein- und Kunststeingliederungen, Mittenbetonung durch Vorlage, Laden, ortsentwicklungsgeschichtlich von Bedeutung | 09291771 |
|                                         | Mietshaus in geschlossener Bebauung | Coppistraße 51 (Karte) | um 1910 (Mietshaus)                                          | Putzfassade im Reformstil um 1910 mit Jugendstilnachklängen, Naturstein-, Kunststein- und Putzgliederungen, zwei unterschiedliche Erker, seitliches Zwerchhaus, ortsentwicklungsgeschichtlich und baugeschichtlich von Bedeutung | 09297286 |
|                                         | Mietshaus in geschlossener Bebauung | Coppistraße 53 (Karte) | um 1910 (Mietshaus)                                          | Putzfassade im Reformstil um 1910, Naturstein- und Putzgliederungen, zwei unterschiedliche Erker, seitliches Zwerchhaus, Haustürrahmung mit wappenhaltenden Löwen, ortsentwicklungsgeschichtlich und baugeschichtlich von Bedeutung | 09299430 |
| Weitere Bilder                          | Mietshaus in geschlossener Bebauung in Ecklage | Coppistraße 53a (Karte) | um 1910 (Mietshaus)                                          | Putzfassade im Reformstil um 1910, Putzgliederungen und akzentuierender Putzdekor, polygonaler Eckerker, an den Fronten je ein seitlich verschobener Kastererker, zur Coppistraße Zwerchhaus mit hohem Dreieckgiebel, Läden, straßenbildprägende Lage, ortsentwicklungsgeschichtlich und baugeschichtlich von Bedeutung | 09296807 |
|                                         | Mietshaus in geschlossener Bebauung in Ecklage | Coppistraße 54 (Karte) | 1898–1900 (Mietshaus)                                        | späthistoristische Klinkerfassade mit Kunststeingliederungen, risalitartiger Eckbetonung, ehemals Eckladen und Laden, ortsentwicklungsgeschichtlich und baugeschichtlich von Bedeutung Noch vor der Rohbauabnahme im Dezember des Jahres 1898 geriet das von Maurer Friedrich Ernst Kopsch in Angriff genommene Eckhaus zur Zwangsversteigerung. Der Ersteher, Baumeister und Zimmermeister Franz Hermann Wenzel, führte das Bauvorhaben bis April 1900 zu Ende. Besitzer waren beispielsweise ab 1906 Emilie Bertha Wenzel geb. Müller, Architekt Hermann Richard Wenzel und Student der Rechte Paul Arthur Wenzel. Unter Bäckermeister Ernst Robert Steidte wurden 1910 beide Läden umgebaut, 1922 geriet das Grundstück in das Eigentum von Gutsbesitzer Wilhelm Hermann Frauendorf in Rackwitz bei Delitzsch, der es wohl 1932 an Schuhmachermeister Franz Riediger weiterreichte. Im Juli 1949 wurden lose Gipssimsteile und Gipskonsolen entfernt sowie 1987 ein Projekt zum Umbau eines Ladens zu Wohnzwecken erarbeitet. In den Jahren 1914, 1916, 1925 und 1932 Initiativen zur Schließung der „Durchlüftungslücke“ in der Michael-Kazmierczak-Straße. Das große Gebäude in Ecklage Michael-Kazmierczak-Straße als Dreispänner mit verbrochener Ecke, roter Klinkerfassade und hell abgesetzten Gliederungselementen sowie verputztem Erdgeschoss, hier ehemals ein Eckladen. Strenge und einfache Fassadendekoration, teilweise im Rahmen der Sanierung 2009 rekonstruiert, die Ausstattung in Teilen erhalten. Seit 2009 komplett ausgebautes Dachgeschoss mit Dachhaus an der Ecke und stehenden Gauben. LfD/2009 | 09297335 |
|                                         | Mietshaus in halboffener Bebauung in Ecklage | Coppistraße 56 (Karte) | um 1900 (Mietshaus)                                          | späthistoristische Klinkerfassade mit Kunststein- und Putz- und Klinkergliederungen, abgeschrägte Ecke durch Eckquaderung eingefasst, ehemals Läden, ortsentwicklungsgeschichtlich und baugeschichtlich von Bedeutung | 09297933 |
|                                         | Mietshaus in halboffener Bebauung in Ecklage | Coppistraße 58 (Karte) | um 1905 (Mietshaus)                                          | Putzfassade mit Kunststeingliederungen in jugendstiligen Formen, risalitartige Eckgestaltung, ortsentwicklungsgeschichtlich von Bedeutung | 09297773 |
|                                         | Mietshaus in ehemals geschlossener Bebauung in Ecklage | Coppistraße 59 (Karte) | bezeichnet 1902–1903 (Mietshaus)                             | Klinkerfassade in Formen des ausgehenden Historismus mit Jugendstildekor, Kunststeingliederungen, risalitartige Eckgestaltung mit Ziergiebel, ehemals Läden, ortsentwicklungsgeschichtlich und baugeschichtlich von Bedeutung Bauunternehmer August Jännert, von Beruf aus Maurer und Gastwirt, stellte im Juli 1902 den Antrag für ein Eckwohngebäude und ein kleines Hintergebäude, die er auch selbst bis März 1903 ausführte. Für Entwurf, Bauleitung und die statischen Berechnungen stand der Gohliser Architekt und Baumeister Ernst Steinkopf bereit. 1910 Errichtung von Balkonen, im Folgejahr Ausbau einer Dachgeschosswohnung und 1913 Ladenumbau im Erdgeschoss. Unter der Eigentümerschaft von Milchhändler Alfred Brause Einrichtung einer Kleinstwohnung im Dach 1924–1925 durch das Baugeschäft der Gebrüder Klostermann. In 2004 Rückübertragung des Grundstücks aus LWB-Besitz an die Alteigentürmer. Balkonanbau, Grundrissänderungen in den Wohnungen, Dachgeschossausbau sowie Umbau des Eckladens zu Wohnraum in den Jahren 2007/2008 durch IMMO Concept Neunte Objektbaugesellschaft Leipzig mbH mit Sitz in Mannheim. Das wirkungsvolle Eckwohngebäude mit reich gegliederter roter Klinkerfassade über verputztem Parterre und Jugendstildekor an der verbrochenen Ecke. Zur erhaltenen Ausstattung gehören beispielsweise Holzpaneele und Stuck im Eingangsbereich sowie die vom Jugendstil beeinflusste Haustür. Prägnanter Eckbau in städtebaulich interessanter Lage, baugeschichtliches Zeugnis der Ortsteilentwicklung. LfD/2012 | 09297931 |
|                                         | Mietshaus in geschlossener Bebauung | Coppistraße 60 (Karte) | um 1900 (Mietshaus)                                          | späthistoristische Klinkerfassade mit Kunststeingliederungen, Laden, ortsentwicklungsgeschichtlich von Bedeutung | 09297150 |
|                                         | Mietshaus in geschlossener Bebauung | Coppistraße 62 (Karte) | um 1905 (Mietshaus)                                          | Klinkerfassade zwischen ausgehendem Historismus und Jugendstil, Putz- und Kunststeingliederungen, ortsentwicklungsgeschichtlich und baugeschichtlich von Bedeutung | 09297784 |
|                                         | Mietshaus in geschlossener Bebauung | Coppistraße 64 (Karte) | um 1900 (Mietshaus)                                          | späthistoristische Klinkerfassade mit Kunststeingliederungen, seitliche Vorlagen, ortsentwicklungsgeschichtlich von Bedeutung | 09298472 |
|                                         | Mietshaus in halboffener Bebauung | Coppistraße 66 (Karte) | um 1900 (Mietshaus)                                          | späthistoristische Klinkerfassade mit Jugendstilanklängen, Putz- und Kunststeingliederungen, ortsentwicklungsgeschichtlich von Bedeutung | 09297147 |
|                                         | Mietshaus in halboffener Bebauung in Ecklage | Coppistraße 68 (Karte) | um 1900 (Mietshaus)                                          | späthistoristische Klinkerfassade mit Putz- und Kunststeingliederungen, Eckbetonung durch verputzten Kastenerker, darüber Dachausbau, Fronten durch seitliche Vorlagen eingefasst, Eckladen, ortsentwicklungsgeschichtlich und baugeschichtlich von Bedeutung | 09297138 |
|                                         | Mietshaus in geschlossener Bebauung | Coppistraße 69 (Karte) | 1898–1899 (Mietshaus)                                        | Klinkerfassade in Formen des ausgehenden Historismus, Kunststein-, Putz- und Klinkergliederungen, Mittenbetonung durch Vorlage, darüber Zwerchgiebel, mit Laden, ortsentwicklungsgeschichtlich und baugeschichtlich von Bedeutung In geschlossener Zeilenbebauung entstand zwischen Mai 1898 und Februar des Folgejahres ein Mietshaus für die Bauunternehmer Robert Klepel und Hugo Funk. Statik und Entwürfe legte das Baubüro von Architekt Gustav Kaden vor. Vorher stand hier auf dem Grundstück ein Landhaus. Der Ladeneinbau stammt aus dem Jahr 1912 nach Vorlagen des Architekten M. E. Reichardt, 1914 wird er als Buttergeschäft erwähnt. Sanierungsarbeiten und ein Dachausbau fallen in den Zeitraum 1995/1996. Rotes Sichtklinkermauerwerk prägt Sockel und Obergeschosse, Putznutung das Parterre, nur wenige Zentimeter rückt ein dreiachsiger Mittelrisalit vor die Gebäudefront. Aus Betonguss wurden Sohlbänke und Verdachungen gefertigt, vermutlich aus Gips kleine Konsolen unter den Fensterverdachungen. Aufsehen erheischt die schmale, aber sehr hohe Hauseingangstür mit Oberlichtfenster. Für das Mansarddach war ehemals Schieferdeckung vorgesehen sowie pro Etage zwei Wohnungen. Baugeschichtliche Bedeutung für das späthistoristische Wohngebäude. LfD/2017, 2018 | 09297932 |
|                                         | Mietshaus in geschlossener Bebauung in Ecklage | Coppistraße 70 (Karte) | um 1910 (Mietshaus)                                          | Putzfassade im Reformstil um 1910, Putz- und Kunststeingliederungen, Eckbetonung durch polygonalen Erker mit Türmchenaufsatz, zur Coppistraße seitliches Zwerchhaus, Laden und Eckladen, ortsentwicklungsgeschichtlich von Bedeutung | 09297868 |
|                                         | Mietshaus in geschlossener Bebauung | Coppistraße 71 (Karte) | 1896–1897 (Mietshaus)                                        | späthistoristische Putzfassade mit Kunststeingliederungen (später ausgebautes Dachgeschoss), Läden, ortsentwicklungsgeschichtlich und baugeschichtlich von Bedeutung Zum Ende des Jahres 1896 stellte Bauunternehmer Gottfried Schulze den Antrag zur Errichtung eines Wohngebäudes, sicherte sich Beteiligung des Architekten M.E. Reichardt hinsichtlich Planung und fachlicher Begleitung an der Umsetzung des Unterfangens. Am 24. September 1897 wurde die Ingebrauchnahme des viergeschossigen und zweispännigen Gebäudes gestattet. Carl Müller veranlasste 1910 den Einbau eines Ladens (rechts) unter Hinzuziehung von Baumeister und Architekt Richard Glass. Architekt und Baumeister Kurt Sennewald bekam 1912/1913 den Auftrag zum Ladeneinbau auf der linken Gebäudeseite bezüglich Entwurf/Statik sowie die Fa. Franz Säuberlich für die Arbeitsleistung. Im Jahr 1969 wurde ein Laden zu Wohnraum umgebaut, was 1996/1997 Rückbau erfuhr. 1994 war das Grundstück im Rahmen des Investitionsvorranggesetzes von der LWB an einen Unternehmer in München abgetreten worden. Umbau, Sanierung, Balkonanbau sowie ein recht brachialer Ausbau des Dachbereiches erfolgten zwischen 1995 und 1997. Die neun Fensterachsen breite Fassade besitzt einen axialsymmetrischen Aufbau, ist mit Ausnahme des (mit neuen Steinen gemauerten) Klinkersockels komplett verputzt. Ansprechend wirkt der Verputz im Parterre, großbürgerlich die aufwendigen Verdachungen sowie der üppige Stuckdekor aus dem Formenrepertoire des Historismus beispielsweise mit Füllhörnern, gefüllten Kartuschen. Prachvoll gestaltet zeigt sich die Traufzone mit Volutenkonsolen, Akanthus und Zahnschnittleiste. Erhalten sind Hauseingangstür und teilweise die Ausstattung des Hauses. Das im Ensemble eines reichen, weitgehend homogenen Mietshausquartiers errichtete Haus besitzt einen baugeschichtlichen Wert und zeugt von der Bauwucht der Ortserweiterung um 1900. LfD/2016, 2017 | 09297873 |
|                                         | Mietshaus in geschlossener Bebauung | Coppistraße 72 (Karte) | bezeichnet 1907 (Mietshaus)                                  | Putz-Klinker-Fassade mit Jugendstildekor und historistischen Nachklängen, Kunststein- und Putzgliederungen, ortsentwicklungsgeschichtlich von Bedeutung | 09298471 |
|                                         | Mietshaus in geschlossener Bebauung | Coppistraße 73 (Karte) | 1899–1900 (Mietshaus)                                        | historistische Putzfassade mit Kunststein- und Putzgliederungen, Mittenbetonung durch Vorlage, Erdgeschoss mit Sandsteinverkleidung, Läden, ortsentwicklungsgeschichtlich und baugeschichtlich von Bedeutung Innerhalb von zwölf Monaten entstand 1899/1900 das viergeschossige Mietshaus durch Robert Röthig im eigenen Auftrag. Er selbst war Baumeister und Inhaber eines „Bureaus für Architectur und Bauausführung“ in Gohlis, 1908 kam eine Dachwohnung zur Ausführung durch das nun firmierte Baugeschäft Röthig & Hedel, Architekten. Das Grundstück reichte bis zur Straßburger Straße (das Mietshaus heute Daumierstraße 22) und wurde erst 1936 geteilt. Pläne und Antrag für Modernisierung nebst Ausbau des Daches gehen ins Jahr 1991/1992 zurück, der hofseitige Balkonanbau fällt ins Jahr 2002. Hinter der „klassischen“ Historismusfassade lagen ehemals zwei Mietwohnungen in den oberen Etagen, eine Ladenwohnung nebst Durchfahrt (diese 1908 zu einem Geschäft umgestaltet) und straßenseitigem Hauseingang im Erdgeschoss. Der Sockel über einer Granitsteinschwelle ist (heute) verputzt, das Erdgeschoss nobel mit Sandsteinquadern verblendet, die drei Obergeschosse als Putzfassade mit kraftvollen Formsteingliederungen markant ausgebildet. Zweiachsig steht der Mittelrisalit, Stuckkonsolen zwischen einer Zahnschnittleiste tragen den Traufkasten. Weitgehend erhalten ist die bauzeitliche Ausstattung zumindest des Treppenraumes sowie farbige gemusterte Fußbodenfliesen und Stuckkehlen im Eingangsbereich. Das Gebäude besitzt einen baugeschichtlichen Wert. LfD/2018 | 09297874 |
|                                         | Doppelmietshaus in geschlossener Bebauung | Coppistraße 74; 76 (Karte) | um 1910 (Doppelmietshaus)                                    | vereinheitlichende, symmetrische Putzfassade im Reformstil um 1910, Putz- und Kunststeingliederungen, zwei Kastenerker, großes Zwerchhaus mit Segmentgiebel, ortsentwicklungsgeschichtlich und baugeschichtlich von Bedeutung | 09297339 |
|                                         | Mietshaus in geschlossener Bebauung | Coppistraße 75 (Karte) | 1906 (Mietshaus)                                             | Putzfassade in Formen des ausgehenden Historismus mit Jugendstilanklängen, Kunststein- und Putzgliederungen, renaissancistischer Zwerchgiebel, ortsentwicklungsgeschichtlich und baugeschichtlich von Bedeutung Auf Grundlage des Ortsgesetzes aus dem Jahr 1899 entstand 1906 das Wohnhaus der Herren Johann Friedrich Schilling und Friedrich Ernst Geißler (Privatmann und Bäckermeister). Schilling übernahm als Maurerpolier selbst die Ausführung nach Plänen und statischen Berechnungen der Architekten, Maurer- und Zimmermeister Röthig & Hedel. Im Keller erfuhr die Waschküche ihre Einrichtung, eine Wohnung kam unters Dach und in den Geschossen gelangten jeweils zwei unterschiedlich große Wohnungen zur Einrichtung. Hofseitig wurden 1910 Küchenaustritte angebaut, neu erstellt in den Jahren 2002/2003. Während die drei oberen Stockwerke axialsymmetrisch ausgerichtet erscheinen beleben der interessante Hauseingang und die Dachzone mit Zwerchhaus das Erscheinungsbild des komplett verputzten Hauses. Ein hoher Sockel mit Quaderung reicht bis zu den Sohlbänken der Parterrefenster, die restliche Fassade besitzt einen Glattputz. Ausklingender Jugendstil prägt die Fassadengestaltung sowie die Ausstattung. Wenig vorteilhaft glucken die Gauben der letzten Ausbau- und Sanierungsphase über der Traufe. Das Gebäude besitzt als Bestandteil des Gohliser Ortserweiterungsgebietes einen baugeschichtlichen Wert. LfD/2017 | 09297875 |
|                                         | Mietshaus in halboffener Bebauung | Coppistraße 77 (Karte) | um 1900 (Mietshaus)                                          | Putzfassade in Formen des ausgehenden Historismus, Kunststein- und Putzgliederungen, vereinfachter renaissancistischer Zwerchgiebel, Läden, ortsentwicklungsgeschichtlich von Bedeutung | 09297876 |
|                                         | Mietshaus in geschlossener Bebauung | Coppistraße 78 (Karte) | um 1905 (Mietshaus)                                          | asymmetrische Putzfassade im Sinne der versachlichten Architektur nach 1900, Putzgliederungen, in den Obergeschossen aus der Mitte verschobene Vorlage, darüber Zwerchhaus, ortsentwicklungsgeschichtlich von Bedeutung | 09298468 |
|                                         | Mietshaus in halboffener Bebauung in Ecklage | Coppistraße 79 (Karte) | um 1900 (Mietshaus)                                          | Putzfassade in Formen des ausgehenden Historismus, Putz- und Kunststeingliederungen, gerundete Ecke mit flankierenden Erkern, Läden, ortsentwicklungsgeschichtlich von Bedeutung | 09297877 |
|                                         | Mietshaus in geschlossener Bebauung in Ecklage | Coppistraße 81 (Karte) | um 1910 (Mietshaus)                                          | markanter Putzbau im Reformstil um 1910, abwechslungsreiche Fassadengestaltung mit Putz- und Kunststeingliederungen, akzentuierender, teils figürlicher Schmuck, Balkone mit schmiedeeisernen Gittern, Erdgeschoss Ladenzone, ortsentwicklungsgeschichtlich und baugeschichtlich von Bedeutung | 09297869 |
|                                         | Mietshaus in geschlossener Bebauung | Coppistraße 82 (Karte) | um 1910 (Mietshaus)                                          | Putzfassade im Reformstil um 1910, Putzgliederungen und Putzdekor, Doppelerker, seitliches Zwerchhaus, Hausdurchgang, ortsentwicklungsgeschichtlich und baugeschichtlich von Bedeutung | 09298467 |
|                                         | Mietshaus in geschlossener Bebauung | Coppistraße 84 (Karte) | um 1905 (Mietshaus)                                          | Klinkerfassade in Formen des Landhausstils um 1900, Kunststeingliederungen, mittlere Vorlage, darüber Zwerchhaus mit Blendfachwerk, seitliche angedeutete Erker, korrespondierende Gestaltung mit Nachbarhaus Nummer 86, ortsentwicklungsgeschichtlich und baugeschichtlich von Bedeutung | 09298466 |
|                                         | Mietshaus in geschlossener Bebauung | Coppistraße 86 (Karte) | um 1905 (Mietshaus)                                          | Klinkerfassade in Formen des Landhausstils um 1900 mit Jugendstilanklängen, Kunststeingliederungen, Doppelerker, Zwerchhaus mit Blendfachwerk, korrespondierende Gestaltung mit Nachbarhaus Nummer 84, ortsentwicklungsgeschichtlich und baugeschichtlich von Bedeutung | 09297129 |
|                                         | Mietshaus in geschlossener Bebauung | Coppistraße 87 (Karte) | um 1910 (Mietshaus)                                          | Putzfassade zwischen ausgehendem Historismus, Jugendstil und Reformarchitektur um 1910, Putzgliederungen, polygonaler Erker mit Turmaufsatz, über Hauseingang Austritt, seitliches Zwerchhaus mit Spitzgiebel, Erdgeschoss mit Sandsteinverkleidung bis ins erste Obergeschoss,Tordurchfahrt, ortsentwicklungsgeschichtlich und baugeschichtlich von Bedeutung | 09298470 |
|                                         | Doppelmietshaus (Heinrich-Budde-Straße 2 und Coppistraße 88) in halboffener Bebauung in Ecklage | Coppistraße 88 (Karte) | 1911–1912 (Doppelmietshaus)                                  | abwechslungsreich gestaltete Putzfassade im Reformstil um 1910, Putz- und Kunststeingliederungen, mehrere Erker- und Balkonzonen, Front an der Coppistraße mit Vorlage und gerundetem Doppelerker, zum Coppiplatz Zwerchhaus mit Fledermausgaupe, Architekt: Max Bösenberg, straßenbildprägend, ortsentwicklungsgeschichtlich und baugeschichtlich von Bedeutung | 09297341 |
|                                         | Mietshaus in geschlossener Bebauung, mit Hofgebäude und Hofpflaster | Coppistraße 89 (Karte) | um 1910 (Mietshaus)                                          | Putzfassade in Formen des Jugendstils und der Reformarchitektur um 1910, Putz- und Kunststeingliederungen, aus der Mitte gerückter, polygonaler Erker, Erdgeschoss mit Klinkerverkleidung, Tordurchfahrt und Laden, ortsentwicklungsgeschichtlich und baugeschichtlich von Bedeutung | 09298469 |
|                                         | Mietshaus in geschlossener Bebauung | Coppistraße 91 (Karte) | um 1910 (Mietshaus)                                          | Putz-Naturstein-Fassade in Formen des Jugendstils und der Reformarchitektur um 1910, Putz-, Kunststein- und Natursteingliederungen, seitliche Vorlage mit angedeutetem Erker und Zwerchgiebelabschluss, ortsentwicklungsgeschichtlich und baugeschichtlich von Bedeutung | 09298465 |
|                                         | Mietshaus in geschlossener Bebauung | Coppistraße 93 (Karte) | um 1905 (Mietshaus)                                          | Putzfassade zwischen ausgehendem Historismus und Jugendstil, Putz- und Kunststeingliederungen, Mittenbetonung durch Erker im dritten Obergeschoss mit Turmaufsatz, seitlich erkerartige Vorlagen, Erdgeschoss bis ins erste Obergeschoss mit Sandsteinverkleidung, Läden, ortsentwicklungsgeschichtlich und baugeschichtlich von Bedeutung | 09298464 |
|                                         | Mietshaus in geschlossener Bebauung | Coppistraße 95 (Karte) | um 1905 (Mietshaus)                                          | Putzfassade zwischen ausgehendem Historismus und Jugendstil, Putz- und Kunststeingliederungen, Erker, Erdgeschoss mit Sandsteinverkleidung, Läden, ortsentwicklungsgeschichtlich und baugeschichtlich von Bedeutung | 09297349 |
|                                         | Mietshaus in halboffener Bebauung, mit seitlicher Einfriedung | Corinthstraße 3 (Karte) | um 1910 (Mietshaus)                                          | Putzfassade im Reformstil um 1910 mit Nachklängen des Jugendstils, Putzgliederungen, seitlich angeordneter Erker, an der Giebelseite Holzbalkone, ortsentwicklungsgeschichtlich und baugeschichtlich von Bedeutung | 09297269 |
|                                         | Mietshaus in halboffener Bebauung | Corinthstraße 4 (Karte) | um 1895 (Mietshaus)                                          | späthistoristische Klinkerfassade mit Kunststein- und Klinkergliederungen, Tordurchfahrt, ortsentwicklungsgeschichtlich von Bedeutung | 09297266 |
|                                         | Mietshaus in geschlossener Bebauung | Corinthstraße 5 (Karte) | um 1903 (Mietshaus)                                          | Klinkerfassade in Formen des ausgehenden Historismus und Jugendstils, Kunststeingliederungen, ortsentwicklungsgeschichtlich und baugeschichtlich von Bedeutung | 09297271 |
|                                         | Mietshaus in geschlossener Bebauung | Corinthstraße 6 (Karte) | um 1900 (Mietshaus)                                          | späthistoristische Klinkerfassade mit Kunststein- und Klinkergliederungen, Tordurchfahrt und Laden, ortsentwicklungsgeschichtlich von Bedeutung | 09297267 |
|                                         | Mietshaus in geschlossener Bebauung | Corinthstraße 7 (Karte) | um 1905 (Mietshaus)                                          | Putzfassade zwischen ausgehendem Historismus und Jugendstil, Putz- und Kunststeingliederungen, ortsentwicklungsgeschichtlich und baugeschichtlich von Bedeutung | 09297272 |
|                                         | Mietshaus in geschlossener Bebauung | Corinthstraße 8 (Karte) | um 1905 (Mietshaus)                                          | Klinkerfassade mit Kunststeingliederungen in Jugendstilformen, Tordurchfahrt, ortsentwicklungsgeschichtlich und baugeschichtlich von Bedeutung | 09297268 |
|                                         | Mietshaus in geschlossener Bebauung | Corinthstraße 9 (Karte) | um 1900 (Mietshaus)                                          | späthistoristische Klinkerfassade mit Putz- und Kunststeingliederungen, ortsentwicklungsgeschichtlich und baugeschichtlich von Bedeutung | 09297273 |
|                                         | Mietshaus in halboffener Bebauung | Corinthstraße 12 (Karte) | um 1900 (Mietshaus)                                          | späthistoristische Klinkerfassade mit Putz- und Kunststeingliederungen, Tordurchfahrt, ortsentwicklungsgeschichtlich und baugeschichtlich von Bedeutung | 09297274 |
|                                         | Mietshaus in halboffener Bebauung in Ecklage | Corinthstraße 13 (Karte) | bezeichnet 1903 (Mietshaus)                                  | Putzfassade in Formen des Späthistorismus mit Jugendstilanklängen, Putz- und Kunststeingliederungen, risalitartige Eckgestaltung mit kleinem Blendgiebel, seitliche Vorlagen, Laden und Gaststätte, baugeschichtlich und ortsentwicklungsgeschichtlich von Bedeutung | 09297276 |
|                                         | Mietshaus in halboffener Bebauung in Ecklage | Corinthstraße 14 (Karte) | um 1905 (Mietshaus)                                          | Putzfassade im Sinne der versachlichten Architektur nach 1900 mit Jugendstilanklängen, Kunststeingliederung, Eckbetonung durch Erker und Dachausbau, auch an den Fronten je ein Erker, Eckladen. Haustür mit ornamentierter Rahmung, ortsentwicklungsgeschichtlich und baugeschichtlich von Bedeutung | 09297275 |
| Weitere Bilder                          | Mietshausgruppe, mit Vorgärten | Corinthstraße 15; 17; 19 (Karte) | um 1900 (Mietshaus)                                          | Putz-Klinker-Fassaden im Landhausstil um 1900, Klinker- und Kunststeingliederungen, unterschiedlich gestaltete Risalite mit Zierfachwerk, bei Nummer 15 Veranden in reicher Holzkonstruktion, baugeschichtlich und ortsentwicklungsgeschichtlich von Bedeutung | 09297277 |
| Weitere Bilder                          | Mehrfamilienhäuser einer Wohnanlage, mit Vorgarten, Einfriedung, zwei Toreinfahrten, Garagen, Pflaster und Grünflächen im Hof | Corinthstraße 21; 23; 25; 27; 29; 31; 33 (Karte) | 1935 (Mehrfamilienwohnhaus)                                  | symmetrisch unterteilte Putzfassade mit Putz-, Kunststein- und Natursteingliederungen, Gestaltung unter nachwirkendem Einfluss des Art déco der 1920er Jahre, eingezogene Mitte mit turmartigen Risalit, an der Südostecke kleiner Ladenanbau, architektonisch bemerkenswertes Zeugnis des Sozialwohnungsbaus der 1930er Jahre, baugeschichtlich, ortsentwicklungsgeschichtlich und sozialgeschichtlich von Bedeutung | 09262422 |
|                                         | Ehemaliges Altenheim, heute Wohnhaus, mit Einfriedung und Vorgarten | Corinthstraße 22; 22a (Karte) | 1903–1904 (Altenheim)                                        | Putzbau mit Klinkergliederung, einst reiche Gestaltung in Formen des Späthistorismus und Jugendstils, das Neue Schachtsche Stift von 1903 durch Umbau und Erweiterung in den 1920er Jahren vereinfacht, ortsentwicklungsgeschichtlich und sozialgeschichtlich von Bedeutung | 09297280 |
| Direkt Bild zu diesem Denkmal hochladen | Einzeldenkmale o. g. Sachgesamtheit: vier Mehrfamilienhäuser einer Wohnanlage (siehe auch Sachgesamtheitsdokument – Obj. 09294350, Adolph-Menzel-Straße 11–17a) | Corinthstraße 24; 24a; 26; 26a (Karte) | 1929–1930 (Mehrfamilienwohnhaus)                             | Putzbauten im Stil der Neuen Sachlichkeit, mit den Häusern Adolph-Menzel-Straße 13–17a in prägender Zeilenbebauung, jeweils zwei zu zwei mit überhöhten straßenseitigen Kopfbauten, Architekt Georg Wünschmann, Zeugnis des Sozialwohnungsbaues in der Weimarer Republik, siehe auch Walter-Cramer-Straße 2–8, ortsentwicklungsgeschichtlich, sozialgeschichtlich und baugeschichtlich von Bedeutung | 09294356 |
|                                         | Mietshaus in geschlossener Bebauung in Ecklage | Daumierstraße 1 (Karte) | um 1900 (Mietshaus)                                          | etwas reduzierte Klinkerfassade in Formen des ausgehenden Historismus mit Jugendstilanklängen, Kunststein- und Putzgliederungen, Eckerker, ehemals Läden, ortsentwicklungsgeschichtlich und baugeschichtlich von Bedeutung | 09296802 |
|                                         | Mietshaus in halboffener Bebauung in Ecklage | Daumierstraße 2 (Karte) | um 1895 (Mietshaus)                                          | späthistoristische Klinkerfassade mit Putz- und Kunststeingliederungen, risalitartige Eckbetonung mit Balkonen und ehemals mit Eckladen, ortsentwicklungsgeschichtlich und baugeschichtlich von Bedeutung | 09291134 |
|                                         | Mietshaus in halboffener Bebauung | Daumierstraße 3 (Karte) | um 1905 (Mietshaus)                                          | Klinkerfassade zwischen ausgehendem Historismus und Jugendstil, Kunststeingliederungen, | 09296803 |
|                                         | Mietshaus in geschlossener Bebauung | Daumierstraße 4 (Karte) | um 1900 (Mietshaus)                                          | Putz-Klinker-Fassade in Formen des ausgehenden Historismus, Putz- und Kunststeingliederungen, einachsiger Mittelvorlage, ehemals Laden, ortsentwicklungsgeschichtlich und baugeschichtlich von Bedeutung | 09297948 |
|                                         | Mietshaus in halboffener Bebauung in Ecklage | Daumierstraße 5 (Karte) | um 1910 (Mietshaus)                                          | Putzfassade im Reformstil um 1910, Putzgliederungen und akzentuierender Putzdekor, erkerartige, gerundete Eckgestaltung, Vorlagen, darüber Zwerchhäuser mit steilen Dreiecksgiebeln, Läden, ortsentwicklungsgeschichtlich und baugeschichtlich von Bedeutung | 09298023 |
|                                         | Mietshaus in geschlossener Bebauung | Daumierstraße 6 (Karte) | um 1900 (Mietshaus)                                          | vereinfachte Putzfassade in Formen des ausgehenden Historismus, Kunststeingliederungen, seitliche Vorlagen, ortsentwicklungsgeschichtlich von Bedeutung | 09297947 |
|                                         | Doppelmietshaus (Daumierstraße 7 und Etkar-André-Straße 9a) in ehemals geschlossener Bebauung in Ecklage | Daumierstraße 7 (Karte) | um 1910 (Doppelmietshaus)                                    | Putzfassade im Reformstil um 1910, Putzgliederungen und akzentuierender Putzdekor, Vorlagen und angedeutete Erker, turmartige Eckbetonung, Eckladen, zur Etkar-André-Straße Zwerchhaus mit Schweifgiebel, ortsentwicklungsgeschichtlich und baugeschichtlich von Bedeutung | 09297945 |
|                                         | Mietshaus in halboffener Bebauung | Daumierstraße 9 (Karte) | um 1905 (Mietshaus)                                          | Putzfassade zwischen ausgehendem Historismus und Jugendstil, Putz- und Kunststeingliederungen, ortsentwicklungsgeschichtlich von Bedeutung | 09297338 |
|                                         | Mietshaus in halboffener Bebauung in Ecklage | Daumierstraße 11 (Karte) | 1911 (Mietshaus)                                             | Putzfassade im Reformstil um 1910, Putzgliederungen, Eckerker mit Türmchenaufsatz, an den Fronten weitere Erker, teils mit Giebelanschluss, Eckladen, ortsentwicklungsgeschichtlich und baugeschichtlich von Bedeutung | 09260761 |
|                                         | Mietshaus in geschlossener Bebauung | Daumierstraße 13 (Karte) | um 1910 (Mietshaus)                                          | Putzfassade im Reformstil um 1910, Putzgliederungen, Doppelerker, seitliches Zwerchhaus, ortsentwicklungsgeschichtlich und baugeschichtlich von Bedeutung | 09297944 |
|                                         | Mietshaus in geschlossener Bebauung in Ecklage | Daumierstraße 14 (Karte) | um 1885 (Miethaus)                                           | | 09297952 |
|                                         | Mietshaus in geschlossener Bebauung | Daumierstraße 16 (Karte) | um 1890 (Mietshaus)                                          | historistische Putzfassade mit Putz- und Kunststeingliederungen, Mittelachse durch Dreiecksverdachungen hervorgehoben, ortsentwicklungsgeschichtlich und baugeschichtlich von Bedeutung | 09297951 |
|                                         | Mietshaus in geschlossener Bebauung in Ecklage | Daumierstraße 18 (Karte) | 1896–1897 (Mietshaus)                                        | späthistoristische Klinkerfassade mit Kunststein- und Putzgliederungen, risalitartige Eckbetonung, ehemals mit Eckladen, ortsentwicklungsgeschichtlich und baugeschichtlich von Bedeutung An der Ecke ehemals Straßburger Straße/Metzgerstraße entstand 1896 bis 1897 das als Dreispänner eingerichtete Mietshaus des Privatmanns Karl Heinrich Wilhelm Dörre. In seiner Person lagen Bauherrschaft, Ausführung, Bauleitung und die Berechnung der Statik. Im Erdgeschoss war ein Eckladen eingerichtet. Für die Ausführung von Stampfbetonarbeiten wird die Fa. J. S. Weber unter Inhaber Karl Sonntag in Leipzig-Lindenau genannt. Umbau des Laden zu Wohnzwecken 1972 durch den VEB GWL, Betriebsteil Nord. Architekt Hardy Hein aus Halle/Saale lieferte die Unterlagen für Sanierung und Modernisierung, einhergehend mit Balkonanbau und dem Einbau eines Aufzuges, 1998 im Auftrag der Fa. Andreas Hesse Grundstücks GmbH in Hildesheim. Zum 30. Dezember 1999 datiert die Anzeige der Fertigstellung. Hervorgehoben präsentiert sich die verbrochene Ecke als vortretender dreiachsiger Risalit mit einer aufwändigeren Gliederung der kräftigen Fensterrahmungen. Hier finden sich Hermenpilaster im 4. Stock, darunter fassen Dreiviertelsäulen mit Beschlagwerk und ionischen Kapitellen. In den oberen Geschossen prägen ein strenges Fensterraster der insgesamt 16 Achsen die gelbe Klinkerfassade. Außerordentlich wirkungsvoll zeigt sich das Eckgebäude zum gegenüber liegenden Schmuckplatz, aus dem historistischen Vokabular fallen die Fenster im Erdgeschoss, die den ehemals hier situierten Geschäftsbereich eines Ladens ablesbar machen. Wenig glücklich wirkt der Dachgeschossausbau, insbesondere die verloren wirkende stehende Gaube an der Ecke. Städtebaulich wichtiger Historismusbau in Ecklage mit baugeschichtlichem und ortsteilentwicklungsgeschichtlichem Wert. LfD/2014 | 09302872 |
|                                         | Mietshaus in geschlossener Bebauung | Daumierstraße 20 (Karte) | um 1895 (Mietshaus)                                          | historistische Putzfassade mit Putz- und Kunststeingliederungen, flache Vorlage als Mittenbetonung, ehemals Laden, ortsentwicklungsgeschichtlich und baugeschichtlich von Bedeutung | 09263989 |
|                                         | Mietshaus in halboffener Bebauung, mit Toreingang | Daumierstraße 24 (Karte) | 1905 (Mietshaus)                                             | Putzfassade in Jugendstilformen, Naturstein- und Kunststeingliederungen, Erker mit Zierfachwerk, einseitig von Loggien begleitet, seitlicher Zwerchgiebel, ortsentwicklungsgeschichtlich und baugeschichtlich von Bedeutung | 09263988 |
|                                         | Mietshaus in geschlossener Bebauung | Daumierstraße 26 (Karte) | um 1900 (Mietshaus)                                          | Klinkerfassade in Formen des ausgehenden Historismus mit Jugendstilanklängen, Kunststeingliederungen, Mittenbetonung durch Vorlage, Laden, ortsentwicklungsgeschichtlich von Bedeutung | 09263987 |
|                                         | Mietshaus in geschlossener Bebauung in Ecklage | Dietzgenstraße 1 (Karte) | um 1895 (Mietshaus)                                          | späthistoristische Putzfassade, Kunststeingliederungen, risalitartige Eckgestaltung, ehemals mit Eckladen, seitliche Vorlage in der Dietzgenstraße, ortsentwicklungsgeschichtlich von Bedeutung | 09263990 |
|                                         | Mietshaus in geschlossener Bebauung | Dietzgenstraße 3 (Karte) | um 1895 (Mietshaus)                                          | späthistoristische Klinkerfassade mit Kunststein- und Putzgliederungen, Tordurchfahrt, ortsentwicklungsgeschichtlich von Bedeutung | 09297154 |
|                                         | Mietshaus in geschlossener Bebauung | Dietzgenstraße 5 (Karte) | um 1890 (Mietshaus)                                          | historistische Putzfassade mit Putz- und Kunststeingliederungen, Tordurchfahrt, ortsentwicklungsgeschichtlich und baugeschichtlich von Bedeutung | 09297787 |
|                                         | Mietshaus in geschlossener Bebauung | Dietzgenstraße 6 (Karte) | um 1910 (Mietshaus)                                          | symmetrische Putzfassade im Reformstil um 1910, Putz- und Kunststeingliederungen, akzentuierender Dekor, teils figürlich, Mittenbetonung durch Kastenerker, flankiert von Balkonen, darüber Zwerchgiebel, in gestalterischer Korrespondenz zu Dietzgenstraße 8, ortsentwicklungsgeschichtlich und baugeschichtlich von Bedeutung | 09297175 |
|                                         | Mietshaus in halboffener Bebauung | Dietzgenstraße 8 (Karte) | um 1910 (Mietshaus)                                          | symmetrische Putzfassade im Reformstil um 1910, Putz- und Kunststeingliederungen, akzentuierender Dekor, teils figürlich, Mittenbetonung durch Kastenerker, flankiert von Balkonen, darüber Zwerchgiebel, in gestalterischer Korrespondenz zu Dietzgenstraße 6, ortsentwicklungsgeschichtlich und baugeschichtlich von Bedeutung | 09297943 |
|                                         | Mietshaus in halboffener Bebauung in Ecklage | Dietzgenstraße 10 (Karte) | 1909–1910 (Mietshaus)                                        | abwechslungsreich gestaltete Putzfassade im Reformstil um 1910, Natursteinsockel, Putzgliederungen, Erker und Balkone sowie verschiedene Dachaufbauten, ortsentwicklungsgeschichtlich und baugeschichtlich von Bedeutung In Ecklage zur Daumierstraße (ehemals Straßburger Straße) steht das über Porphyrtuffquadersockel verputzte, in den Jahren 1909 und 1910 errichtete Haus. Gegenüber dem Hauseingang befindet sich ein Schmuckplatz. Bauherr war Architekt Gustav Hermann Schlieder mit dem Architekten Martin May an seiner Seite, der neben den Entwürfen auch die statischen Berechnungen lieferte und die Bauleitung übernahm, die Ausführung durch Baumeister Robert Schlieder. 1925 Garagenanbau durch die Baumeister und Architekten Becker & Erler für Kaufmann Karl Rudolf Felix Rüttler aus Cassel. Sanierung, Aufzugseinbau, Anbau von Balkonen etc. 1998/1999 nach Plänen der Architekten Kefes/Schmidt aus Regensburg. Das Mietshaus war mit je zwei großzügigen Wohnungen pro Etage konzipiert. Kastenerker an jeder Frontseite, ein mächtiges Zwerchhaus, ein ehemals überkuppelt geplanter Polygonalerker an der verbrochenen Ecke charakterisierten den Bau, ebenso wie unterschiedliche verwendete Putzarten und zurückhaltender Reformstildekor. Durch Veränderungen zu DDR-Zeiten sowie die letzte Sanierung und den weiteren Ausbau des Daches ist von der Eleganz und gestalterischen Qualität des Hauses mit Ausnahme von Sockel und Haustürrahmung kaum etwas vorzuweisen. Zwei Besitzer sollen nachgetragen werden: der Privatmann Hermann Krell (ab 1912) und 1920 ist genannt Maschinenfabrikbesitzer Karl Wilhelm Otto Pauli. Städtebaulich bemerkenswerte Ecklage und ein gegenüberliegender Schmuckplatz lassen das Gebäude zur Wirkung kommen, baugeschichtlicher Wert. LfD/2012, 2018 | 09299171 |
|                                         | Mietshaus in geschlossener Bebauung | Dietzgenstraße 11 (Karte) | um 1900 (Mietshaus)                                          | späthistoristische Putzfassade mit Kunststein- und Putzgliederungen, ortsentwicklungsgeschichtlich und baugeschichtlich von Bedeutung | 09297786 |
|                                         | Mietshaus in geschlossener Bebauung in Ecklage | Dietzgenstraße 13 (Karte) | um 1900 (Mietshaus)                                          | späthistoristische Putzfassade mit Putz- und Kunststeingliederung, abgeschrägte Ecke, Gaststätte, ortsentwicklungsgeschichtlich und baugeschichtlich von Bedeutung | 09297785 |
|                                         | Mietshaus in geschlossener Bebauung | Dietzgenstraße 14 (Karte) | um 1900 (Mietshaus)                                          | reiche späthistoristische Klinkerfassade mit Kunststein- und Klinkergliederungen, ortsentwicklungsgeschichtlich und baugeschichtlich von Bedeutung | 09263991 |
|                                         | Mietshaus in geschlossener Bebauung | Dietzgenstraße 16 (Karte) | um 1900 (Mietshaus)                                          | späthistoristische Klinkerfassade mit Kunststein- und Klinkergliederungen, ortsentwicklungsgeschichtlich und baugeschichtlich von Bedeutung | 09263992 |
|                                         | Mietshaus in geschlossener Bebauung | Dietzgenstraße 18 (Karte) | um 1900 (Mietshaus)                                          | späthistoristische Putzfassade mit Putz- und Kunststeingliederungen, ehemals mit Läden, ortsentwicklungsgeschichtlich von Bedeutung | 09263993 |
|                                         | Mietshaus in geschlossener Bebauung | Dietzgenstraße 20 (Karte) | um 1895 (Mietshaus)                                          | späthistoristische Putzfassade mit Putz- und Kunststeingliederungen, ortsentwicklungsgeschichtlich und baugeschichtlich von Bedeutung | 09263994 |
|                                         | Mietshaus in geschlossener Bebauung | Dietzgenstraße 22 (Karte) | um 1900 (Mietshaus)                                          | späthistoristische Klinkerfassade mit Kunststein- und Putzgliederungen, flache seitliche Vorlagen, ortsentwicklungsgeschichtlich und baugeschichtlich von Bedeutung | 09263998 |
|                                         | Mietshaus in geschlossener Bebauung in Ecklage | Dietzgenstraße 24 (Karte) | um 1900 (Mietshaus)                                          | späthistoristische gelbe Klinkerfassade mit Kunststein- und Klinkergliederungen, risalitartige Eckgestaltung mit Dachhaube und Eckladen im Souterrain, ortsentwicklungsgeschichtlich und baugeschichtlich von Bedeutung | 09296793 |
|                                         | Wohnhaus in offener Bebauung, mit Vorgarten | Dinterstraße 9 (Karte) | 1933–1934 (Wohnhaus)                                         | giebelständiger Putzbau in typischen Formen um 1930, moderate Einflüsse des Neuen Bauens, Klinkergliederungen, Eingangsüberdachung mit Austritt, ortsentwicklungsgeschichtlich und baugeschichtlich von Bedeutung | 09290797 |
|                                         | Wohnhaus in offener Bebauung, mit Einfriedung und Vorgarten | Dinterstraße 10 (Karte) | um 1930 (Wohnhaus)                                           | Putzbau in typischen Formen um 1930, gemäßigter Einfluss des Neuen Bauens, Straßenfront mit Runderker, ortsentwicklungsgeschichtlich und baugeschichtlich von Bedeutung | 09291005 |
|                                         | Wohnhaus in offener Bebauung, mit Einfriedung und Vorgarten | Dinterstraße 12 (Karte) | 1932 (Wohnhaus)                                              | Putzbau in den Formen der frühen 1930er Jahre, bauhistorisch und ortsentwicklungsgeschichtlich von Bedeutung Der schlichte Wohnhausbau entstand ab 1931 für Anna Hulda Decke und den Kunstmaler Kurt Gundermann nach Entwurf des Architekten Rudolf Rohrer, der auch die Bauleitung übernahm. Zum 1. Dezember 1932 erfolgte die Gestattung der Ingebrauchnahme. Über sorgsam verfugten Eisenklinkersockel sind die Mauerflächen verputzt. Um einen Balkon mit einfachem Metallstabgitter und die darunter liegende Terrasse nebst Brüstung aus Bruchsteinmauerwerk besser zur Wirkung bringen zu können, rückt die straßenseitige Fassade hier von der Bauflucht zurück. Aufeinander abgestimmt sind die Freitreppe zum seitlich eingeordneten, mit Kacheln verkleideten Hauseingang und die Rahmung der Einfriedung in Klinkermauerwerk. Gemäß dem Siedlungscharakter des Viertels trägt der Vorgarten unmittelbar zur Wirkung des Hauses bei, dessen baugebundene Ausstattung weitgehend erhalten ist. Das bemerkenswerte Gebäude besitzt einen baugeschichtlichen Wert. LfD/2017, 2018 | 09294689 |
|                                         | Wohnhaus in offener Bebauung, mit Vorgarten, Einfriedung und Gartenhaus | Dinterstraße 13 (Karte) | 1934–1935, bezeichnet 1935 (Wohnhaus), 1937 (Gartenhaus)     | kubischer Putzbau in typischen traditionellen Formen der 1930er Jahre, symmetrische Front mit rundbogigem Hauseingang, hohes Walmdach, Gartenhaus ebenfalls verputzt, Krüppelwalmdach, ortsentwicklungsgeschichtlich und baugeschichtlich von Bedeutung Regierungsbaumeister, Architekt und Diplomingenieur Hans Koch fertigte Pläne für ein Einfamilienwohnhaus, in Auftrag gegeben von Diplomingenieur Eugen Krayl. Am 15. September 1934 wurde der Bauantrag eingereicht, vier Tage später der Ausschachtungsbeginn angezeigt, am 30. März des Folgejahres die Schlussprüfung aktenkundig gemacht. Die Ausführung lag in Händen von Baumeister Richard Richter, die Statik komplett bei Fa. Mosenthin, Eisenbaufabrik und Eisengießerei. Tekturen bezogen sich auf eine notwendig tiefere (Stampfbeton) Gründung der Außenmauern auf 4,50 m, die aufgrund des ungünstigen Baugrundes in der Rietzschkeniederung bereits vorausgesehen worden war (vgl. Baubeschreibung). Alle genannten Beteiligten zeichneten auch verantwortlich für ein 1935 bis 1937 errichtetes Gartenhaus, das Wohnhaus erhielt 1937 einen Luftschutzkeller. 1961 wurde der Umbau einer Wohnung genehmigt, 1999 die Instandsetzung und Modernisierung des gesamten Hauses. In der dem Bauantrag für das Wohngebäude 1934 beigefügten Baubeschreibung wurde nachdrücklich auf die Trennung von Wohnräumen und den für das Ingenieurbüro Krayl vorgehaltenen Flächen in Keller und Erdgeschoss hingewiesen. Dunkelfarbiger Sichtklinkersockel und ein rotfarbiges Biberschwanzkronendach (Walmdach) aus Kehlbalkenstuhl mit liegenden, doppelten Gratsparren klammern die mit hellem Verputz versehene Fassade des Vorderhauses. Die Baukosten beliefen sich auf etwa 40.000 Reichsmark, zuzüglich Architektenhonorar, Außenanlagen und Anliegerleistungen. Raffinesse bezeugt die raffinierte, siebenstufige Freitreppe zum Hauseingang, Solidität zeigen die Klappläden der Fenster an der axialsymmetrisch aufgebauten Schaufront zur Dinterstraße. Das Gartenhaus war für Garagen und eine Chauffeurswohnung konzipiert und erhielt, wie das Vorderhaus, einen Leipziger Schiebeputz und Kastenfenster, Kosten: etwa 20–25.000 RM. Zum originären Erscheinungsbild tragen der Vorgarten und der Holzfelderzaun der Einfriedung bei. Baugeschichtliche Bedeutung. LfD/2017, 2018 | 09290798 |
|                                         | Wohnhaus in offener Bebauung, mit Einfriedung und Garten | Dinterstraße 15 (Karte) | um 1935 (Wohnhaus)                                           | giebelständiger Putzbau in typischen Formen um 1935, Klinkersockel und Putzgliederungen, Giebel mit Erkerfenster, ortsentwicklungsgeschichtlich und baugeschichtlich von Bedeutung | 09290799 |
|                                         | Wohnhaus in offener Bebauung in Ecklage, mit Garten | Dinterstraße 17 (Karte) | 1933 (Wohnhaus)                                              | kubischer Putzbau in typischen Formen um 1930, Nachklänge expressionistischer Architektur, Klinkergliederungen, ortsentwicklungsgeschichtlich und baugeschichtlich von Bedeutung | 09292916 |
| Weitere Bilder                          | Einzeldenkmale o. g. Sachgesamtheit: drei Doppelwohnhäuser einer Wohnanlage (siehe auch Sachgesamtheitsdokument – Obj. 09297915, Coppistraße 23–31) | Dinterstraße 18; 20; 22; 24; 26; 28 (Karte) | um 1925 (Doppelwohnhaus)                                     | versetzt angeordnete Putzbauten mit ansprechender Fassadengestaltung in typischen Formen der 1920er Jahre, akzentuierender, teils figürlicher Art-déco-Schmuck, Putz- und Kunststeingliederungen, Fensterläden, bei den beiden straßenseitigen Blöcken polygonale Eckerker und überhöhter Mittelteil, eingerückter Block mit dreieckigen Erkern über den Eingängen und Zwerchhaus, siehe auch Coppistraße 23–31, Kleiststraße 13–17 und Lützowstraße 58–66, Zeugnisse des sozialen Wohnungsbaus zur Zeit der Weimarer Republik, baugeschichtlich und sozialgeschichtlich von Bedeutung | 09297917 |
|                                         | Wohnhaus in offener Bebauung, mit Garagenhaus, Vorgarten und Einfriedung | Dinterstraße 21 (Karte) | 1933 (Wohnhaus)                                              | Putzbau in teils traditionellen, teils modern beeinflussten Formen, Putzgliederungen, Treppenhausrisalit mit vertikaler Fensterbahn, ortsentwicklungsgeschichtlich und baugeschichtlich von Bedeutung | 09297802 |
|                                         | Mietshaus in halboffener Bebauung in Ecklage, mit Vorgarten und Einfriedung in der Dinterstraße | Dinterstraße 25 (Karte) | um 1915 (Mietshaus)                                          | Putzfassade im Reformstil um 1915, Putzgliederungen, zur Dinterstraße seitlicher Erker durch alle Geschosse, zur Lützowstraße seitliche Vorlage, darüber verschiefertes Zwerchhaus, ortsentwicklungsgeschichtlich und baugeschichtlich von Bedeutung | 09297911 |
|                                         | Mietshaus in halboffener Bebauung in Ecklage, mit Vorgarten in der Dinterstraße | Dinterstraße 30 (Karte) | um 1910 (Mietshaus)                                          | Putzfassade im Reformstil um 1910, Putzgliederungen, Eckbetonung durch Erker, flankiert von flachen Vorlagen, darüber Zwerchhäuser, zur Dinterstraße seitlicher Vorsprung, verbunden mit Holzbalkonen, ortsentwicklungsgeschichtlich und baugeschichtlich von Bedeutung | 09297910 |
|                                         | Mietshaus in geschlossener Bebauung, mit Vorgarten | Dinterstraße 34 (Karte) | um 1910 (Mietshaus)                                          | symmetrische Putzfassade im Reformstil um 1910, Putz- und Kunststeingliederungen, Vorlage mit Zwerchgiebelabschluss, davor fassadenhoher Standerker mit Hauseingang, ortsentwicklungsgeschichtlich und baugeschichtlich von Bedeutung | 09297713 |
|                                         | Mietshaus in halboffener Bebauung, mit Vorgarten | Dinterstraße 36 (Karte) | um 1910 (Mietshaus)                                          | Putzfassade im Reformstil um 1910, Putz- und Kunststeingliederungen, akzentuierender Putzdekor, seitlicher Standerker durch alle drei Geschosse, östliche äußere Achse mit Loggien geöffnet, darüber großes Zwerchhaus mit Schweifgiebel, ortsentwicklungsgeschichtlich und baugeschichtlich von Bedeutung | 09297712 |
| Direkt Bild zu diesem Denkmal hochladen | Doppelwohnhaus in offener Bebauung, mit Vorgarten | Eduard-von-Hartmann-Straße 13; 15 (Karte) | 1926–1927 (Doppelwohnhaus)                                   | Putzfassade in traditionellen Formen der 1920er Jahre, typisches Beispiel für den innerstädtischen Kleinsiedlungsbau in der Weimarer Zeit, von architektonischer und ortsteilgeschichtlicher Bedeutung | 09299067 |
|                                         | Doppelmietshaus (Anschriften: Benedixstraße 4 und Etkar-André-Straße 1) in halboffener Bebauung in Ecklage | Etkar-André-Straße 1 (Karte) | um 1910 (Doppelmietshaus)                                    | Putzfassade im Reformstil um 1910, Putz- und Kunststeingliederungen, akzentuierender Putzdekor, angedeutete Erker und Vorlagen, zur Etkar-André-Straße seitliches Zwerchhaus mit Rundgiebel, ortsentwicklungsgeschichtlich und baugeschichtlich von Bedeutung | 09296796 |
|                                         | Mietshaus in geschlossener Bebauung | Etkar-André-Straße 3 (Karte) | um 1910 (Mietshaus)                                          | asymmetrische Putzfassade im Reformstil um 1910, Putz- und Kunststeingliederungen, akzentuierender Putzdekor, angedeuteter Erker, seitliches Dachhaus, ortsentwicklungsgeschichtlich und baugeschichtlich von Bedeutung | 09296798 |
|                                         | Mietshaus in halboffener Bebauung | Etkar-André-Straße 4 (Karte) | um 1915 (Mietshaus)                                          | Putzfassade im Reformstil um 1910/15, Putzgliederungen, aus der Mitte gerückter Kastenerker, seitliches Zwerchhaus, ortsentwicklungsgeschichtlich und baugeschichtlich von Bedeutung | 09297185 |
|                                         | Mietshaus in geschlossener Bebauung | Etkar-André-Straße 5 (Karte) | um 1910 (Mietshaus)                                          | Putzfassade im Reformstil um 1910, Putz- und Kunststeingliederungen, akzentuierender Dekor, Doppelerker, seitlicher Zwerchgiebel, ortsentwicklungsgeschichtlich und baugeschichtlich von Bedeutung | 09296799 |
|                                         | Mietshaus in geschlossener Bebauung | Etkar-André-Straße 6 (Karte) | um 1915 (Mietshaus)                                          | Putzfassade im Reformstil um 1910/15, Putzgliederungen, seitliches Zwerchhaus, ortsentwicklungsgeschichtlich und baugeschichtlich von Bedeutung | 09297950 |
|                                         | Mietshaus in geschlossener Bebauung | Etkar-André-Straße 7 (Karte) | um 1910 (Mietshaus)                                          | Putzfassade im Reformstil um 1910, Putzgliederungen und akzentuierender Putzdekor, erkerartige Vorlagen, seitliches Zwerchhaus, ortsentwicklungsgeschichtlich und baugeschichtlich von Bedeutung | 09297924 |
|                                         | Mietshaus in geschlossener Bebauung | Etkar-André-Straße 8 (Karte) | um 1915 (Mietshaus)                                          | Putzfassade im Reformstil um 1910/15, Putzgliederungen und Putzdekor, seitliche Vorlagen und seitliches Zwerchhaus, ortsentwicklungsgeschichtlich und baugeschichtlich von Bedeutung | 09297949 |
|                                         | Mietshaus in geschlossener Bebauung | Etkar-André-Straße 9 (Karte) | um 1915 (Mietshaus)                                          | Putzfassade im Reformstil um 1910/15, Putzgliederungen und Putzdekor, seitliche Vorlagen und seitliches Zwerchhaus, ortsentwicklungsgeschichtlich und baugeschichtlich von Bedeutung | 09297925 |
|                                         | Doppelmietshaus (Daumierstraße 7 und Etkar-André-Straße 9a) in ehemals geschlossener Bebauung in Ecklage | Etkar-André-Straße 9a (Karte) | um 1910 (Doppelmietshaus)                                    | Putzfassade im Reformstil um 1910, Putzgliederungen und akzentuierender Putzdekor, Vorlagen und angedeutete Erker, turmartige Eckbetonung, Eckladen, zur Etkar-André-Straße Zwerchhaus mit Schweifgiebel, ortsentwicklungsgeschichtlich und baugeschichtlich von Bedeutung | 09297945 |
|                                         | Mietshaus in geschlossener Bebauung | Etkar-André-Straße 11 (Karte) | um 1905 (Mietshaus)                                          | Klinkerfassade in Formen des ausgehenden Historismus, Kunststein-, Putz- und Klinkergliederungen, ehemals Tordurchfahrt, seitliche Gaupe mit Zierfachwerk, ortsentwicklungsgeschichtlich und baugeschichtlich von Bedeutung | 09262280 |
|                                         | Mietshaus in halboffener Bebauung | Etkar-André-Straße 12 (Karte) | 1906–1907 (Mietshaus)                                        | Putzfassade mit Kunststeingliederung, Jugendstildekor, ortsentwicklungsgeschichtlich und baugeschichtlich von Bedeutung Aus Händen der Gohliser Firma Bleichert & Co. übernahm 1906 der Maurer Paul Oskar Schütze das Grundstück und finanzierte im gleichen Jahr ein Wohnhaus sowie hofseitig ein Nebengebäude für die Waschküche und eine Hausmannswohnung. Entwürfe und Bauleitung lagen in Händen des Architekten M. E. Reichardt, als Ausführender ist Wilhelm Oswald Schütze genannt. Vom 1. Mai datiert das Protokoll der Schlussprüfung, zum 1. Juli erfolgte die Gestattung der Ingebrauchnahme. Ein mittleres Feld der mit Feinputz überzogenen Fassade ist etwas aufwendiger gestaltet durch Schmuckdekor des ausklingenden Jugendstils. Das Erscheinungsbild wirkt elegant und Gliederungselemente sehr dezent gesetzt. Während die Stockwerke dreispännig konzipiert waren befanden sich jeweils zwei Wohnungen im Parterre, im Keller ist ein Wirtschaftsgang vorhanden. Sanierungsabsichten vom Ende der 1990er Jahre gelangten erst 2002/2003 zur Umsetzung, inklusive Modernisierung, Dachausbau und rückwärtigem Balkonanbau unter Bewahrung originaler Ausstattung. Baugeschichtliche Bedeutung als Zeugnis der Gohliser Ortserweiterung zu Beginn des 20. Jahrhunderts. LfD/2018 | 09297806 |
|                                         | Mietshaus in geschlossener Bebauung | Etkar-André-Straße 13 (Karte) | 1905–1906 (Mietshaus)                                        | Klinkerfassade in Formen des ausgehenden Historismus, Kunststeingliederungen, ortsentwicklungsgeschichtlich und baugeschichtlich von Bedeutung | 09297926 |
|                                         | Mietshaus in geschlossener Bebauung | Etkar-André-Straße 15 (Karte) | 1905 (Mietshaus)                                             | späthistoristische Klinkerfassade mit Kunststeingliederungen, Tordurchfahrt und ehemals Laden, ortsentwicklungsgeschichtlich und baugeschichtlich von Bedeutung | 09297927 |
|                                         | Mietshaus in geschlossener Bebauung | Etkar-André-Straße 17 (Karte) | 1903–1904 (Mietshaus)                                        | späthistoristische Klinkerfassade, teils Jugendstildekor, Kunststeingliederungen, Tordurchfahrt, ortsentwicklungsgeschichtlich und baugeschichtlich von Bedeutung Grundlage für die Bebauung des Areals war das am 24. Mai 1899 bekannt gegebene Ortsbaugesetz für Gohlis. Wohn- und Wirtschaftsgebäude an der damaligen Briestraße werden 1903 beantragt und – nach Zwangsversteigerung in neuer Eigentümerobhut – zwölf Monate später zur Schlussrevision angemeldet. Zunächst ist Bauunternehmer Friedrich Hermann Rödiger namhaft, als Nachfolger der Leutzscher Zimmermann Hermann Raebiger bzw. die Bank für Grundbesitz. 1905 übernahm der Droschkenkutscher Franz Friedrich Stötzner das Grundstück. Einbau einer Dachwohnung 1932 unter Richard Albrecht. Zwischenzeitlich war Kaufmann Otto Barth im kolumbianischen Cali Eigentümer. Gelbe Verblendklinker prägen die oberen Geschosse der Fassade, während das Parterre genuteten Verputz aufweist. Die elegante Gesamtwirkung verdankt das Haus der in Stuck gegossenen Jugendstildekoration und dem Gleichklang der Fassaden des Ensembles Etkar-André-Straße 11 bis 21. Von besonderer Raffinesse ist das Stuckband an der Traufe. Die gediegene Ausstattung ist überkommen, das Haus saniert. Es ist ein baugeschichtlicher Wert zu konstatieren. LfD/2017 | 09297928 |
|                                         | Mietshaus in geschlossener Bebauung | Etkar-André-Straße 19 (Karte) | um 1900 (Mietshaus)                                          | späthistoristische Klinkerfassade mit Jugendstileinschlag, Kunststeingliederungen, Tordurchfahrt und ehemals Laden, ortsentwicklungsgeschichtlich und baugeschichtlich von Bedeutung | 09297929 |
|                                         | Mietshaus in geschlossener Bebauung | Etkar-André-Straße 21 (Karte) | 1902 (Mietshaus)                                             | späthistoristische Klinkerfassade mit Jugendstilanklängen, Kunststeingliederungen, Tordurchfahrt und ehemals Laden, ortsentwicklungsgeschichtlich von Bedeutung Das Mietshaus mit roter Klinkerfassade wurde 1902 von Architekt Richard Ludwig entworfen und durch Friedrich Hermann Rödiger mit Eigenmitteln ausgeführt. Weitere Eigentümer sind namhaft: Maurermeister Franz Ludwig Wendt (ab 1904), Amtsgerichtssekretär Ernst Emil Bauer gemeinsam mit Kaufmann Gustav Ernst Hermann Wrück (1910), Hulda verehelichte Brause geb. Möbius (1920), Milchhändler Alfred Brause (1921), 1997–2000 Umbau und Sanierung unter Bauherrenschaft von Michael Groh MGP aus München. In jeder Etage waren drei Wohnungen vorgesehen, im Erdgeschoss Durchfahrt und ein Fleischerladen, Einrichtung einer Dachgeschosswohnung 1921 durch Architekt Otto Süße aus Schönefeld. Der viergeschossige Bau mit reicheren Fensterrahmungen in den beiden mittleren Etagen, während die Formen der Kunststeingliederungen überwiegend noch dem Späthistorismus verhaftet sind, zeigen sich im Dekor Jugendstilanklänge (Seerosenmotive). Entstellende Dachgeschossgauben während der letzten Sanierung aufgesetzt, keine Hofbebauung mehr vorhanden. Straßenraumakzentuierender Mietshausbau mit Geschichtswert, Zeugnis der städtebaulichen Entwicklung in Gohlis-Mitte. LfD/2012 | 09297930 |
|                                         | Mietshaus in geschlossener Bebauung | Etkar-André-Straße 23 (Karte) | um 1915 (Mietshaus)                                          | Putzfassade im Reformstil um 1915, Putzgliederungen und akzentuierender Putzdekor, Kastenerker und seitliches Zwerchhaus, ortsentwicklungsgeschichtlich und baugeschichtlich von Bedeutung | 09297710 |
|                                         | Mietshaus in ehemals geschlossener Bebauung | Etkar-André-Straße 24 (Karte) | um 1910 (Mietshaus)                                          | Putzfassade im Reformstil um 1910 mit Jugendstilnachklängen, Putzgliederung und Putzdekor, sehr ähnliche Gestaltung wie Nachbarhaus Nummer 26, ortsentwicklungsgeschichtlich und baugeschichtlich von Bedeutung | 09264512 |
|                                         | Mietshaus in geschlossener Bebauung | Etkar-André-Straße 26 (Karte) | um 1910 (Mietshaus)                                          | Putzfassade im Reformstil um 1910 mit Jugendstilnachklängen, Putzgliederung und Putzdekor, sehr ähnliche Gestaltung wie Nachbarhaus Nummer 24, ortsentwicklungsgeschichtlich und baugeschichtlich von Bedeutung | 09297709 |
|                                         | Mietshaus in halboffener Bebauung | Etkar-André-Straße 33 (Karte) | um 1915 (Mietshaus)                                          | Putzfassade im Reformstil um 1910/15, Putzgliederungen, seitlicher Zwerchgiebel, ortsentwicklungsgeschichtlich und baugeschichtlich von Bedeutung | 09297708 |
| Direkt Bild zu diesem Denkmal hochladen | Einzeldenkmale der Sachgesamtheit Artillerie-Kaserne: Stabsgebäude (Fleißnerstraße 17), zwei Familien-Wohngebäude (Fleißnerstraße 26 und 28), zwei Mannschaftsgebäude (Fleißnerstraße 4/6/8 und Fleißnerstraße 20/22/24), ein Wirtschaftsgebäude (Fleißnerstraße 10, 12, 14, 16 und 18), sieben Remisengebäude (Fleißnerstraße 3, 3a, 3b, 3c, 3d und 3e, Fleißnerstraße 5, 5a, 5b, 5c, 5d mit Martin-Drucker-Straße 4, 4a, 4b, 4c, 4d, Fleißnerstraße 7, 7a, 7b, 7c, 7d mit Martin-Drucker-Straße 6, 6a, 6b, 6c, 6d, Fleißnerstraße 9, 9a, 9b, 9c, 9d mit Martin-Drucker-Straße 8, 8a, 8b, 8c, 8d, Fleißnerstraße 11 mit Martin-Drucker-Straße 10, Fleißnerstraße 13, 13a, 13b, 13c, 13d mit Martin-Drucker-Straße 14, 14a, 14b, 14c, 14d, Fleißnerstraße 15, 15a, 15b, 15c, 15d mit Martin-Drucker-Straße 16, 16a, 16b, 16c, 16d), Offizierskasino (Olbrichtstraße 2a, 2b und 2c), Wach- und Depotgebäude des Artilleriedepots (Olbrichtstraße 2 mit Viertelsweg 69), zwei Remisengebäude des Artilleriedepots (Reinmuthweg 2–30 und Martin-Drucker-Straße 19, 19a, 21, 23, 25, 27, 29 und 31), Stallgebäude (Martin-Drucker-Straße 3, 3a, 3b, 3c, 3d, 3e und 3f), Nebengebäude an der Tresckowstraße (Martin-Drucker-Straße 2/2a), Nebengebäude an der Tresckowstraße (Tresckowstraße 6), weiterhin mit der Einfriedung an der Hans-Oster-Straße, Olbrichtstraße, Tresckowstraße und Viertelsweg sowie dem Haupttor am Viertelsweg zur Fleißnerstraße und dem Tor an der Olbrichtstraße neben dem Kasino (siehe auch Sachgesamtheitsdokument – Obj. 09306489) | Fleißnerstraße 3; 3a; 3b; 3c; 3d; 3e; 3f; 4; 5; 5a; 5b; 5c; 5d; 6; 7; 7a; 7b; 7c; 7d; 8; 9; 9a; 9b; 9c; 9d; 10; 11; 13; 13a; 13b; 13c; 13d; 14; 15; 15a; 15b; 15c; 15d; 16; 17; 18; 20; 22; 24; 26; 28 (Karte) | 1901–1902, bezeichnet 1901 (Kaserne)                         | Kasernenanlage zwischen Viertelsweg und Tresckowstraße, Hans-Oster-Straße und Olbrichtstraße, erbaut als Kaserne des 7. Artillerie-Regiments Nummer 77, gelbe Klinkerbauten, militärhistorisch, baugeschichtlich und ortsgeschichtlich von Bedeutung | 09300281 |
| Direkt Bild zu diesem Denkmal hochladen | Doppelmietshaus (Heinrich-Budde-Straße 1 und Franz-Mehring-Straße 2) in halboffener Bebauung in Ecklage | Franz-Mehring-Straße 2 (Karte) | um 1910 (Doppelmietshaus)                                    | markanter Putzbau im Reformstil um 1910, Putz- und Kunststeingeliederungen, akzentuierender Putzdekor, mehrere Erkerzonen, zum Coppiplatz im Verbindung mit Balkonen, straßenbildprägend, ortsentwicklungsgeschichtlich und baugeschichtlich von Bedeutung | 09297893 |
| Weitere Bilder                          | Mietshaus in offener Bebauung in Ecklage, mit Einfriedung und Vorgarten zur Wilhelm-Sammet-Straße sowie Waschhaus | Geibelstraße 11 (Karte) | um 1900 (Mietshaus)                                          | späthistoristische Putzfassade in barockisierenden Formen, mit Jugendstilanklängen, Putz- und Kunststeingliederungen, risalitartige Eckbetonung, zur Geibelstraße bis ins Dach aufsteigender Kastenerker mit Schweifgiebel, zur Wilhelm-Sammet-Straße seitlicher Risalit, ortsentwicklungsgeschichtlich und baugeschichtlich von Bedeutung | 09291002 |
|                                         | Mietshaus in offener Bebauung | Geibelstraße 13 (Karte) | um 1895 (Mietshaus)                                          | späthistoristische Klinkerfassade mit Kunststeingliederungen, vergleiche Nachbarhaus Nummer 15, ortsentwicklungsgeschichtlich von Bedeutung | 09291003 |
|                                         | Mietshaus in offener Bebauung, mit seitlicher Einfriedung und Toreinfahrten | Geibelstraße 15 (Karte) | um 1895 (Mietshaus)                                          | späthistoristische Klinkerfassade mit Kunststeingliederungen, vergleiche Nachbarhaus Nummer 13, ortsentwicklungsgeschichtlich von Bedeutung | 09291004 |
|                                         | Mietvilla, mit Vorgarten zur Dinterstraße | Geibelstraße 25 (Karte) | um 1915 (Mietvilla)                                          | Putzbau im Reformstil um 1910, teils gerundete Ecken, Mittelachse der Straßenfront mit Runderker, an den Seitenfronten erkerartige Vorlagen, östlich mit Eingang und Treppenhaus, Architekt Max Fricke, ortsentwicklungsgeschichtlich und baugeschichtlich von Bedeutung | 09290796 |
|                                         | Villa, mit Einfriedung | Geibelstraße 27 (Karte) | um 1915 (Villa)                                              | Putzfassade im Reformstil um 1910/15, akzentuierender Putzdekor, Wohnsitz des Kaufmanns Max Breul, ortsentwicklungsgeschichtlich von Bedeutung | 09296912 |
| Weitere Bilder                          | Fünf Mehrfamilienhäuser einer Wohnanlage mit Garten und Garage | Gottschallstraße 1; 3; 5; 7; 9 (Karte) | 1926–1927 (Wohnanlagenteil)                                  | Putzfassaden in den traditionellen Formen der 1920er Jahre mit Art-déco-Einflüssen, Putz- und Kunststeingliederungen, Rhythmisierung durch überhöhte Risalite mit Doppelerkern, akzentuierender, teils figürlicher Dekor, Teil der gebietsprägenden sozialen Wohnbebauung aus der Zeit der Weimarer Republik, baugeschichtlich, ortsentwicklungsgeschichtlich und sozialgeschichtlich von Bedeutung | 09297717 |
| Direkt Bild zu diesem Denkmal hochladen | Einzeldenkmal o. g. Sachgesamtheit: fünf Mehrfamilienhäuser einer Wohnanlage (Virchowstraße 33–39 mit Gottschallstraße 1a) (siehe auch Sachgesamtheitsdokument – Obj. 09305628, Otto-Adam-Straße 1, 3, 5, 7, 9) | Gottschallstraße 1a (Karte) | um 1930 (Mehrfamilienwohnhaus)                               | Putzbauten in Blockrandbebauung, baueinheitlich mit Otto-Adam-Straße 1–9, Putz-, Kunststein- und Klinkergliederungen, Eckbau mit attikaartigem Dachausbau, Einflüsse des Neuen Bauens, siehe auch Otto-Adam-Straße 4/6, Rudi-Opitz-Straße 2–12, Virchowstraße 45–51 und Wilhelm-Plesse-Straße 32–46, Zeugnis des sozialen Wohnungsbaus um 1930, Architekt Fritz Riemann, straßenbildprägend, ortsentwicklungsgeschichtlich, baugeschichtlich und sozialgeschichtlich von Bedeutung | 09296816 |
|                                         | Mietshaus in geschlossener Bebauung | Gottschallstraße 2 (Karte) | um 1910 (Mietshaus)                                          | Putzfassade im Reformstil um 1910, Putzgliederungen und Putzdekor, seitlich der Treppenhausachse flache Vorlagen, ortsentwicklungsgeschichtlich von Bedeutung | 09297803 |
|                                         | Mietshaus in halboffener Bebauung in Ecklage | Gottschallstraße 2a (Karte) | 1914–1915 (Mietshaus)                                        | ehemals mit Eckladen, Putzfassade im Reformstil um 1910/15, Putzgliederungen und Putzdekor, kastenförmige Eckerker, auch an den Fronten je ein Kastenerker, zur Etkar-André-Straße außerdem Balkone, zur Gottschallstraße seitliches Dachhaus, ortsentwicklungsgeschichtlich und baugeschichtlich von Bedeutung | 09303072 |
|                                         | Mietshaus in geschlossener Bebauung | Gottschallstraße 6 (Karte) | um 1910 (Mietshaus)                                          | Putzfassade im Reformstil um 1910, Putz- und Kunststeingliederungen, akzentuierender Putzdekor, Erker und seitliches Zwerchhaus, ortsentwicklungsgeschichtlich und baugeschichtlich von Bedeutung | 09297804 |
|                                         | Mietshaus in geschlossener Bebauung | Gottschallstraße 8 (Karte) | um 1910 (Mietshaus)                                          | Putzfassade im Reformstil um 1910, Putz- und Kunststeingliederungen, akzentuierender Putzdekor, Kastenerker, seitliches Dachhaus, ortsentwicklungsgeschichtlich von Bedeutung | 09297805 |
|                                         | Mietshaus (mit drei Eingängen, Gottschallstraße 10, 10a und Krokerstraße 28) in geschlossener Bebauung in Ecklage | Gottschallstraße 10; 10a (Karte) | 1927–1932 (Wohnblock)                                        | Putzfassade in typischen Formen der 1920er Jahre, verhaltener Einfluss des Neuen Bauens, Kunststein- und Klinkergliederungen, exponierte Lage in erweitertem Straßenraum, Teil der gebietsprägenden sozialen Wohnbebauung aus der Zeit der Weimarer Republik, baugeschichtlich, ortsentwicklungsgeschichtlich und sozialgeschichtlich von Bedeutung | 09297718 |
| Weitere Bilder                          | Wohnblock (mit drei Eingängen) einer Wohnanlage mit Garten und Garage | Gottschallstraße 11; 13; 15 (Karte) | 1926–1927 (Wohnblock)                                        | Putzfassade in den traditionellen Formen der 1920er Jahre mit Art-déco-Einflüssen, Putz- und Kunststeingliederungen, Eckbetonung durch turmartige Eckerker, Teil der gebietsprägenden sozialen Wohnbebauung aus der Zeit der Weimarer Republik, baugeschichtlich, ortsentwicklungsgeschichtlich und sozialgeschichtlich von Bedeutung | 09297719 |
|                                         | Mietshaus in geschlossener Bebauung | Gottschallstraße 14 (Karte) | um 1910 (Mietshaus)                                          | Putzfassade im Reformstil um 1910, Putz- und Kunststeingliederungen, akzentuierender Putzdekor, leicht aus der Mitte gerückter Erker, seitliches Dachhaus, Teil der gleichartigen Häusergruppe 12–22, ortsentwicklungsgeschichtlich und baugeschichtlich von Bedeutung | 09297811 |
|                                         | Mietshaus in geschlossener Bebauung | Gottschallstraße 16 (Karte) | um 1910 (Mietshaus)                                          | Putzfassade im Reformstil um 1910, Putz- und Kunststeingliederungen, akzentuierender Putzdekor, leicht aus der Mitte gerückter Erker, seitliches Dachhaus, Teil der gleichartigen Häusergruppe 12–22, ortsentwicklungsgeschichtlich und baugeschichtlich von Bedeutung | 09297810 |
|                                         | Wohnblock (mit drei Eingängen) einer Wohnanlage mit Garten | Gottschallstraße 17; 19; 21 (Karte) | 1925/1930 (Miethaus)                                         | | 09297720 |
|                                         | Mietshaus in geschlossener Bebauung | Gottschallstraße 18 (Karte) | um 1910 (Mietshaus)                                          | Putzfassade im Reformstil um 1910, Putz- und Kunststeingliederungen, akzentuierender Putzdekor, leicht aus der Mitte gerückter Erker, seitliches Dachhaus, Teil der gleichartigen Häusergruppe 12–22, ortsentwicklungsgeschichtlich und baugeschichtlich von Bedeutung | 09297809 |
|                                         | Mietshaus in geschlossener Bebauung | Gottschallstraße 20 (Karte) | um 1910 (Mietshaus)                                          | Putzfassade im Reformstil um 1910, Putz- und Kunststeingliederungen, akzentuierender Putzdekor, leicht aus der Mitte gerückter Erker, seitliches Dachhaus, Teil der gleichartigen Häusergruppe Gottschallstraße 12–22, ortsentwicklungsgeschichtlich und baugeschichtlich von Bedeutung | 09297808 |
| Weitere Bilder                          | Mietshaus in halboffener Bebauung in Ecklage, mit Einfriedung und Vorgarten zur Wustmannstraße | Gottschallstraße 22 (Karte) | um 1910 (Mietshaus)                                          | Putzfassade im Reformstil um 1910, Putz- und Kunststeingliederungen, akzentuierender Putzdekor, Erker und seitliches Dachhaus, Vorlage als Abschluss zur Ecke, Front zur Wustmannstraße mit Doppelerker und dazwischenliegender Balkonzone, Teil der gleichartigen Häusergruppe Gottschallstraße 12–22, ortsentwicklungsgeschichtlich und baugeschichtlich von Bedeutung | 09297807 |
|                                         | Wohnhaus in halboffener Bebauung in Ecklage, mit Vorgarten | Gottschallstraße 24 (Karte) | um 1935 (Wohnhaus)                                           | Putzfassade in typischen Formen der Zeit um 1930, Putz- und Klinkergliederungen, Treppenhausrisalit, Teil der Reihenhausbebauung an der Kleiststraße, ortsentwicklungsgeschichtlich und baugeschichtlich von Bedeutung | 09297812 |
| Weitere Bilder                          | Mietshausgruppe einer Wohnanlage, mit seitlichen Vorgärten, vorgelagerten Grünflächen, gepflasterten Zugangswegen und hofseitiger Wegepflasterung | Hans-Oster-Straße 2; 4; 6 (Karte) | 1925–1926 (Mietshaus)                                        | Putzfassade, im traditionalistischen Stil, baugeschichtlich von Bedeutung | 09303242 |
| Weitere Bilder                          | Mietshausgruppe einer Wohnanlage, mit seitlichen Vorgärten, vorgelagerten Grünflächen, gepflasterten Zugangswegen und hofseitiger Wegepflasterung | Hans-Oster-Straße 8; 10; 12 (Karte) | 1925–1926 (Mietshaus)                                        | Putzfassade, im traditionalistischen Stil, baugeschichtlich von Bedeutung | 09303241 |
| Weitere Bilder                          | Ehemalige Schule, heute Wohnhaus, mit Turnhallenanbau und Einfriedung | Hans-Oster-Straße 14 (Karte) | 1909–1911 (Schule)                                           | abwechslungsreich gestalteter Putzbau im Reformstil um 1910, rekonstruierte Putzgliederungen, Natursteinsockel, hohes gebrochenes Dach mit verschiedenen Dachaufbauten, straßenbildprägend, rückwärtig ehemaliger Turnhallenanbau, anfangs auch als Kapelle genutzt, ortsentwicklungsgeschichtliche, konfessionsgeschichtliche und schulgeschichtliche Bedeutung | 09302664 |
| Weitere Bilder                          | Ehemaliges Militärgebäude, jetzt Gemeindehaus der Versöhnungskirchgemeinde | Hans-Oster-Straße 16 (Karte) | 1908 (Vereinshaus)                                           | geglättete Putzfassade, nach Kriegsbeschädigung vereinfachter Wiederaufbau, Natur- und Kunststeingliederungen in nachklingenden Historismusformen, kleiner Kastenerker, darüber Zwerchhaus, große rundbogige Erdgeschossfenster, rückwärtig Saalanbau, ortsentwicklungsgeschichtlich, kirchengeschichtlich und baugeschichtlich von Bedeutung | 09299044 |
| Weitere Bilder                          | Ehemaliges Fabrikgebäude in geschlossener Bebauung | Hans-Oster-Straße 18 (Karte) | um 1915 (Fabrik)                                             | schlichte Putzfassade, wohl in 1920er Jahren in bestehender Form erneuert, Putzgliederungen, seitliches Zwerchhaus, Tordurchfahrt, ehemalige Reiseartikelfabrik, später Mietshaus, ortsentwicklungsgeschichtlich von Bedeutung | 09263962 |
| Weitere Bilder                          | Fünf Mehrfamilienhäuser einer Wohnanlage | Hans-Oster-Straße 20; 22; 24; 26; 28 (Karte) | 1915 (Mehrfamilienwohnhaus)                                  | Putzfassaden im Reformstil um 1910/15, Putz- und Kunststeingliederungen, Seitenrisalite, Zwerchhäuser mit hohen Rundgiebeln, zur Wohnanlage auch die Häuser Hans-Oster-Straße 30–34 und Viertelsweg 53, 55 gehörend, Zeugnis des sozialen Wohnungsbaus im frühen 20. Jh., ortsentwicklungsgeschichtlich, baugeschichtlich und sozialgeschichtlich von Bedeutung | 09263963 |
| Weitere Bilder                          | Fünf Mehrfamilienhäuser einer Wohnanlage (Anschriften: Hans-Oster-Straße 30–34 und Viertelsweg 53, 55) | Hans-Oster-Straße 30; 32; 34 (Karte) | bezeichnet 1911 (Mehrfamilienwohnhaus)                       | Putzfassaden im Reformstil um 1910/15, Putz- und Kunststeingliederungen, zur Hans-Oster-Straße Seitenrisalite, Zwerchhäuser mit hohen Rundgiebeln, zur Wohnanlage auch die Häuser Hans-Oster-Straße 20–28 gehörend, Zeugnis des sozialen Wohnungsbaus im frühen 20. Jh., ortsentwicklungsgeschichtlich, baugeschichtlich und sozialgeschichtlich von Bedeutung | 09263964 |
|                                         | Platzanlage | Heinrich-Budde-Straße (Karte) | 1950er Jahre (Schmuckplatz)                                  | Schmuckplatz in typischer Gestaltung der 1950er Jahre, mit altem Gehölzbestand und historischer Wegeführung, ortsentwicklungsgeschichtlich und stadtgrüngeschichtlich von Bedeutung | 09299193 |
| Weitere Bilder                          | Doppelmietshaus (Heinrich-Budde-Straße 1 und Franz-Mehring-Straße 2) in halboffener Bebauung in Ecklage | Heinrich-Budde-Straße 1 (Karte) | um 1910 (Doppelmietshaus)                                    | markanter Putzbau im Reformstil um 1910, Putz- und Kunststeingeliederungen, akzentuierender Putzdekor, mehrere Erkerzonen, zum Coppiplatz im Verbindung mit Balkonen, straßenbildprägend, ortsentwicklungsgeschichtlich und baugeschichtlich von Bedeutung | 09297893 |
|                                         | Doppelmietshaus (Heinrich-Budde-Straße 2 und Coppistraße 88) in halboffener Bebauung in Ecklage | Heinrich-Budde-Straße 2 (Karte) | 1911–1912 (Doppelmietshaus)                                  | abwechslungsreich gestaltete Putzfassade im Reformstil um 1910, Putz- und Kunststeingliederungen, mehrere Erker- und Balkonzonen, Front an der Coppistraße mit Vorlage und gerundetem Doppelerker, zum Coppiplatz Zwerchhaus mit Fledermausgaupe, Architekt: Max Bösenberg, straßenbildprägend, ortsentwicklungsgeschichtlich und baugeschichtlich von Bedeutung | 09297341 |
|                                         | Mietshaus in geschlossener Bebauung | Heinrich-Budde-Straße 3 (Karte) | um 1910 (Mietshaus)                                          | Putzfassade im Reformstil um 1910, Putzgliederungen und akzentuierender Dekor, Erdgeschoss mit Sandsteinverkleidung, Doppelerker, dazwischen Balkonzone, breiter Zwerchgiebel, ortsentwicklungsgeschichtlich und baugeschichtlich von Bedeutung | 09297340 |
|                                         | Mietshaus in halboffener Bebauung | Heinrich-Budde-Straße 4 (Karte) | um 1910 (Mietshaus)                                          | Putzfassade im Reformstil um 1910, Putzgliederungen und Putzdekor, teils in Formen des späten Jugendstils, zwei unterschiedliche Erker, Zwerchhaus und Zwerchgiebel, Laden, ortsentwicklungsgeschichtlich und baugeschichtlich von Bedeutung | 09297342 |
|                                         | Mietshaus in geschlossener Bebauung | Heinrich-Budde-Straße 5 (Karte) | um 1905 (Mietshaus)                                          | Putzfassade in Formen des Jugendstils, Erdgeschoss mit Natursteinverkleidung, angedeuteter Doppelerker mit Zwerchgiebelabschlüssen, dazwischen Balkonzone, weitgehend übereinstimmende Gestaltung mit Nachbarhaus Nummer 7, ortsentwicklungsgeschichtlich und baugeschichtlich von Bedeutung | 09297343 |
|                                         | Mietshaus in geschlossener Bebauung | Heinrich-Budde-Straße 6 (Karte) | 1908–1909 (Mietshaus)                                        | Putzfassade im Reformstil um 1910, Putz- und Kunststeingliederungen, angedeuteter Doppelerker, breites seitliches Dachhaus, ortsentwicklungsgeschichtlich und baugeschichtlich von Bedeutung | 09297344 |
|                                         | Mietshaus in geschlossener Bebauung | Heinrich-Budde-Straße 7 (Karte) | um 1905 (Mietshaus)                                          | Putzfassade in Formen des Jugendstils, Putz- und Kunststeingliederungen, Erdgeschoss mit Natursteinverkleidung, angedeuteter Doppelerker mit Zwerchgiebelabschlüssen, dazwischen Balkonzone mit Türmchenbekrönung, weitgehend übereinstimmende Gestaltung mit Nachbarhaus Nummer 5, ortsentwicklungsgeschichtlich und baugeschichtlich von Bedeutung | 09297345 |
|                                         | Mietshaus in geschlossener Bebauung | Heinrich-Budde-Straße 8 (Karte) | um 1910 (Mietshaus)                                          | Putzfassade in Formen des späten Jugendstils und der Reformarchitektur um 1910, Putz- und Kunststeingliederungen, Sockel mit Natursteinverkleidung, angedeuteter Doppelerker, seitliches Dachhaus, ortsentwicklungsgeschichtlich und baugeschichtlich von Bedeutung | 09297325 |
|                                         | Mietshaus in geschlossener Bebauung | Heinrich-Budde-Straße 9 (Karte) | um 1910 (Mietshaus)                                          | Putzfassade im Reformstil um 1910, Putzgliederungen und akzentuierender Putzdekor, Doppelerker, seitliches Zwerchhaus mit Schweifgiebel, ortsentwicklungsgeschichtlich und baugeschichtlich von Bedeutung | 09263895 |
|                                         | Mietshaus in geschlossener Bebauung | Heinrich-Budde-Straße 10 (Karte) | um 1910 (Mietshaus)                                          | Putzfassade im Reformstil um 1910, Putzgliederungen, Sockel mit Steinverkleidung, Doppelerker, einer in Verbindung mit Dachausbau, ortsentwicklungsgeschichtlich und baugeschichtlich von Bedeutung | 09297346 |
|                                         | Mietshaus in geschlossener Bebauung | Heinrich-Budde-Straße 11 (Karte) | um 1910 (Mietshaus)                                          | Putzfassade im Reformstil um 1910, Putzgliederungen und akzentuierender Putzdekor, zwei Erker, einer mit seitlichem Zwerchhaus verbunden, ortsentwicklungsgeschichtlich und baugeschichtlich von Bedeutung | 09297902 |
|                                         | Mietshaus in geschlossener Bebauung | Heinrich-Budde-Straße 12 (Karte) | um 1910 (Mietshaus)                                          | Putzfassade im Reformstil um 1910, Putzgliederungen, Doppelerker, seitliches Dachhaus, ehemals Laden, ortsentwicklungsgeschichtlich und baugeschichtlich von Bedeutung | 09297900 |
|                                         | Mietshaus in geschlossener Bebauung | Heinrich-Budde-Straße 13 (Karte) | 1910/1915 (Mietshaus)                                        | Putzfassade im Reformstil um 1910, Putzgliederungen und akzentsetzender Dekor, zwei Erker, seitliches Dachhaus mit geradem Abschluss, ortsentwicklungsgeschichtlich und baugeschichtlich von Bedeutung | 09298025 |
|                                         | Mietshaus in geschlossener Bebauung | Heinrich-Budde-Straße 14 (Karte) | um 1910 (Mietshaus)                                          | Putzfassade im Reformstil um 1910, Putzgliederungen und Putzdekor, Erdgeschoss mit Sandsteinverkleidung, Doppelerker, seitliches Dachhaus, ortsentwicklungsgeschichtlich und baugeschichtlich von Bedeutung | 09297901 |
|                                         | Mietshaus in geschlossener Bebauung in Ecklage, mit Vorgarten in der Würkertstraße | Heinrich-Budde-Straße 15 (Karte) | um 1925 (Mietshaus)                                          | Putzfassade in mäßig modernen Formen der 1920er Jahre, auch Art-déco-Einflüsse, Putz- und Klinkergliederungen, gestalterische Ähnlichkeiten mit Würkertstraße 9/11, ortsentwicklungsgeschichtlich und baugeschichtlich von Bedeutung | 09298026 |
|                                         | Mietshaus in halboffener Bebauung in Ecklage, mit Vorgarten in der Würkertstraße | Heinrich-Budde-Straße 17 (Karte) | um 1925 (Mietshaus)                                          | Putzfassade in gemäßigt modernen Formen der 1920er Jahre, auch Art-déco-Anklänge, Putz- und Klinkergliederungen, an beiden Fronten Vorlagen, zur Würkertstraße mit Loggien, ausgebautes Dach, ortsentwicklungsgeschichtlich und baugeschichtlich von Bedeutung | 09295673 |
|                                         | Mietshaus in halboffener Bebauung in Ecklage, mit Vorgarten in der Würkertstraße | Heinrich-Budde-Straße 18 (Karte) | um 1910 (Mietshaus)                                          | Putzfassade im Reformstil um 1910, Putzgliederungen, drei Erkerzonen, zur Würkertstraße durch Balkone verbunden, Läden, verschiedene Zwerchhäuser, ortsentwicklungsgeschichtlich und baugeschichtlich von Bedeutung | 09297255 |
|                                         | Mietshaus in geschlossener Bebauung | Heinrich-Budde-Straße 19 (Karte) | um 1910 (Mietshaus)                                          | Putzfassade im Reformstil um 1910, Putz- und Kunststeingleiderungen, Doppelerker, durch Dachausbauten mit der Dachzone verbunden, ortsentwicklungsgeschichtlich und baugeschichtlich von Bedeutung | 09297253 |
| Weitere Bilder                          | Mietshaus in halboffener Bebauung in Ecklage, mit Vorgarten an der Corinthstraße | Heinrich-Budde-Straße 21 (Karte) | um 1910 (Mietshaus)                                          | abwechslungsreich gestalteter Putzbau im Reformstil um 1910, Putz- und Natursteingliederungen, drei Erker, Loggien und Dachaufbauten, akzentuierender Dekor, Laden, ortsentwicklungsgeschichtlich und baugeschichtlich von Bedeutung | 09297254 |
|                                         | Mietshaus in halboffener Bebauung in Ecklage, mit Vorgarten in der Corinthstraße | Heinrich-Budde-Straße 22 (Karte) | um 1900 (Mietshaus)                                          | späthistoristische Putzfassade mit Kunststein- und Putzgliederungen, risalitartige Eckbetonung, seitliche Vorlagen, Eckladen, ortsentwicklungsgeschichtlich und baugeschichtlich von Bedeutung | 09297256 |
|                                         | Mietshaus in halboffener Bebauung in Ecklage, mit Vorgarten in der Corinthstraße | Heinrich-Budde-Straße 23 (Karte) | um 1915 (Mietshaus)                                          | Putzfassade im Reformstil um 1910/15, Putz- und Kunststeingliederungen, angedeutete Erker, Eckbetonung durch turmartige Überhöhung, ortsentwicklungsgeschichtlich von Bedeutung | 09297704 |
|                                         | Mietshaus in geschlossener Bebauung | Heinrich-Budde-Straße 25 (Karte) | um 1915 (Mietshaus)                                          | asymmetrische Putzfassade mit Putzgliederungen und Putzdekor, erkerartige Vorlage sowie Kastenerker, verbunden mit seitlichem Dachausbau, ortsentwicklungsgeschichtlich von Bedeutung | 09297764 |
|                                         | Wohnanlage, bestehend aus sechs Mehrfamilienhäusern (Heinrich-Budde-Straße 28–32 und Adolph-Menzel-Straße 12–16) | Heinrich-Budde-Straße 28; 30; 32 (Karte) | 1931 (Mehrfamilienwohnhaus)                                  | Putzfassaden in typischen Formen um 1930, schlichte Putz- und Klinkergliederungen, Zeugnis des sozialen Wohnungsbaus in den Jahren der Weimarer Republik, straßenbildprägend, städtebauliche, ortsentwicklungsgeschichtliche und baugeschichtliche Bedeutung Bei den genannten Bauten handelt es sich um eine zusammenhängende Wohnanlage, die 1931 für die „Baugenossenschaft des vereinigten Baugewerbes für Leipzig und Umgebung“ errichtet worden ist. Entwerfende und bauleitende Architekten waren William Jonas, Max Krämer und Richard Welz. Die an der Ecke Heinrich-Budde- und Adolph-Menzel-Straße gelegene Baureihe besteht aus zwei viergeschossigen Flügeln mit jeweils zwei Eingängen und einem fünfgeschossigen Ecktrakt. In ihrem schlichten Äußeren ist sie typisch für die genossenschaftlichen Bauten der frühen 1930er Jahre in Leipzig. Das ihnen zugrundeliegende architektonische Grundkonzept wird insbesondere durch den Vergleich mit den kurz vorher für den gleichen Auftraggeber vollendeten und ähnlich aufgefassten Häusern in Leipzig-Dölitz deutlich. Die Fassade bekennt sich im Straßenraum zu kubischer Geschlossenheit. Eine Gliederung wird hauptsächlich durch die Verteilung der Baumassen und Proportionen erreicht. So ist die Zuordnung der niedrigeren Seitenflügel zum eckbeherrschenden Trakt in deren stärkerer Horizontalbetonung erkennbar. Sie wird durch Gesimse über dem sehr hohen Erdgeschoss und durch breite Putzbänder bewirkt, die sich durch glatten Putz und Hellfarbigkeit von den Rauputzflächen der übrigen Fassade abheben. Zu seiten des Ecktrakts sind diese Putzbänder unterbrochen, wodurch dieser Teil als dominierendes Element innerhalb der Baureihe gekennzeichnet ist. Die Zusammenfassung der Gebäudereihe geschieht durch den umlaufenden Ziegelsockel, in den die zeittypischen kleinen und quadratischen Kellerfenster eingeschnitten sind. Ebenfalls zeittypisch sind die Hauseingänge mit gestuften Ziegelgewänden. Sie stellen zusammen mit den Farbverglasungen der Treppenhausfenster den einzigen, jedoch akzentuiert eingesetzten Bauschmuck dieser Häuser dar. Zur Belebung der betont flächig angelegten Fassaden spielten die mit drei Quersprossen unterteilten Fenster, wie sie teilweise noch im Ecktrakt erhalten sind, eine wichtige Rolle. Ebenso sind die Treppenanlagen mit geschnitzten Wangen ein unverzichtbares Detail der ansonsten schlichten Innenausstattung. Die Wohnanlage der „Baugenossenschaft des vereinigten Baugewerbes für Leipzig und Umgebung“ gegenüber dem Heinrich-Budde-Platz ist in ihrer markanten Ecksituation städtebaulich prägend. Zudem verweist sie auf die bauliche Entwicklung des Stadtteils Gohlis in den Jahren zwischen I. und II. Weltkrieg, als Zeugnis des sozialen Wohnungsbaus verkörpert sie auch eine charakteristische Bauaufgabe zur Zeit der Weimarer Republik. Unter diesen Aspekten erlangt sie städtebauliche, ortsentwicklungsgeschichtliche und baugeschichtliche Bedeutung. LfD/2014 | 09292568 |
|                                         | Mietshaus in geschlossener Bebauung | Heinrich-Budde-Straße 29 (Karte) | 1915/1920 (Mietshaus)                                        | Putzfassade im Reformstil um 1910, Putzgliederungen und Putzdekor, zwei unterschiedliche Erker, Zwerchhaus mit Dreieckgiebel, ortsentwicklungsgeschichtlich und baugeschichtlich von Bedeutung | 09297257 |
|                                         | Mietshaus in geschlossener Bebauung in Ecklage | Heinrich-Budde-Straße 31 (Karte) | 1915/1920 (Mietshaus)                                        | wohl etwas vereinfachte Putzfassade im Reformstil um 1910, Putz- und Kunststeingliederungen, drei Kastenerker, gerundete erkerartige Eckgestaltung, zur Heinrich-Budde-Straße Zwerchhaus mit gerundetem Giebel, ortsentwicklungsgeschichtlich von Bedeutung | 09297258 |
| Direkt Bild zu diesem Denkmal hochladen | Mietshaus in geschlossener Bebauung | Heinrich-Budde-Straße 34 (Karte) | 1914                                                         | Baugeschichtlich von Bedeutung | 09307058 |
|                                         | Mietshaus einer Wohnanlage | Heinrich-Budde-Straße 41a (Karte) | 1930/1935 (Mietshaus)                                        | Putzfassade mit Balkon und Erker, Treppenhausfenster mit Resten farbiger Bleiverglasung, siehe auch Rudi-Opitz-Straße 28–36, baugeschichtlich von Bedeutung | 09294119 |
|                                         | Garagenhof, mit Toreinfahrt und Pflaster | Heinrich-Budde-Straße 44 (Karte) | 1928–1929 (Garagenhof)                                       | zwei Hallenkomplexe mit Durchfahrten und ehemals Oberlichtverglasung, Toreinfahrt verputzte Pfeiler und Eisentor, bemerkenswerte Garagenanlage von großem Seltenheitswert, baugeschichtlich und technikgeschichtlich von Bedeutung Der Garagenhof befindet sich im Hofbereich eines von geschlossener Bebauung umgebenen Blockes zwischen Otto-Adam-, Heinrich-Plesse-, Rudi-Opitz- und Heinrich-Budde-Straße. Die Zufahrt erfolgt von der Heinrich-Plesse-Straße her. Die in zwei Bauabschnitten 1928/29 errichtete Anlage besteht aus 40 Einzelgaragen, die sich in zwei Hallenkomplexe zu je 20 Garagen gliedern. Die Hallen liegen hintereinander und sind mit einer Durchfahrt verbunden. Ihre Hofbereiche sind mit Stahlfachwerkkonstruktion und dazwischenliegender Steineisendecke (auch als Zomakdecke bezeichnet) überdacht. Einfaches Stabwerk verbindet Ober- und Untergurt. Die ehemals vorhandenen Oberlichter (Belichtungsdreiecke) wurden im Krieg zerstört und nicht wieder aufgebaut, so dass die Überdachung an diesen Stellen fehlt. Die zwei Bauabschnitte sind an der Ausführung der Deckenkonstruktion erkennbar. Der zuerst entstandene vordere Hof zeigt – bedingt durch die größere Breite zwischen den Garagenzeilen – ein aufwendiges Stahlfachwerk mit Pfetten. Die ursprünglichen Garagentüren (zweiflüglige Holztüren mit gesprossten Oberlichtern) sind teilweise noch im Original vorhanden. Vollständig erneuert sind die Türen in der hinteren Garagenzeile des zweiten Hofes, die dortigen Stahltüren stammen vermutlich aus den 1950er Jahren. Einige Garagen sind zur Doppelgarage umgebaut. Erwähnenswert ist auch das Kleinpflaster, das wohl trotz des teilweisen Betonüberzuges im gesamten Komplex erhalten ist. Der Garagenhof ist ein anschauliches und seltenes Zeugnis der verkehrsgeschichtlichen Entwicklung in der ersten Hälfte des 20. Jh. Er bezeugt auf signifikante Weise das zunehmende Aufkommen an privaten Kraft- fahrzeugen in den 1920er Jahren, die den Menschen einerseits mehr Mobilität brachten, mit denen aber andererseits auch schon umweltbelastende Einflüsse verbunden waren. So wurden die Hofräume entsprechend der Forderung der damaligen Baubehörde zur „Vermeidung einer Beeinträchtigung der Nachbarschaft“ überdacht. Sowohl aus hygienischen als auch aus architektonischen Gründen hielt man die Errichtung eines Garagenhofes für die günstigste der zur Diskussion gestellten Varianten. Unter den genannten Aspekten verkörpert das Objekt sowohl einen baugeschichtlichen als auch technikgeschichtlichen Aussagewert. LfD/2014 | 09261916 |
|                                         | Mietshaus in halboffener Bebauung | Heinrich-Budde-Straße 46 (Karte) | um 1915 (Mietshaus)                                          | Putzfassade im Reformstil um 1910, Putz- und Kunststeingliederungen, Obergeschosse durch pilasterartige Vorlagen zusammengefasst, akzentuierender Putzdekor, seitliches Zwerchhaus, ortsentwicklungsgeschichtlich von Bedeutung | 09297706 |
|                                         | Mietshaus in geschlossener Bebauung | Heinrich-Budde-Straße 47 (Karte) | um 1910 (Mietshaus)                                          | vereinfachte Putzfassade im Reformstil um 1910, Putz- und Kunststeingliederungen, seitlicher Dachausbau, ortsentwicklungsgeschichtlich von Bedeutung | 09261197 |
|                                         | Mietshaus in offener Bebauung, mit Vorgarten | Hoepnerstraße 3 (Karte) | bezeichnet 1906 (Mietshaus)                                  | Putzfassade mit jugendstiligem Dekor, Putz- und Kunststeingliederungen, zwei erkerartige Vorlagen, ortsentwicklungsgeschichtlich und baugeschichtlich von Bedeutung | 09263920 |
| Weitere Bilder                          | Mietshaus in halboffener Bebauung, mit Vorgarten | Hoepnerstraße 4 (Karte) | 1902–1903 (Mietshaus)                                        | geglättete Putzfassade in Jugendstilformen, Putzgliederungen, flache Vorlage mit geschwungenem Giebel, turmartiger polygonaler Eckerker, ortsentwicklungsgeschichtlich von Bedeutung | 09299229 |
|                                         | Mietshaus in halboffener Bebauung, mit Einfriedung und Vorgarten | Hoepnerstraße 4a (Karte) | um 1910 (Mietshaus)                                          | geglättete Putzfassade im Reformstil um 1910, wohl auch Jugendstileinflüsse, erkerartige Vorlagen, verbunden durch Balkone, darüber spitzer Zwerchgiebel, ortsentwicklungsgeschichtlich von Bedeutung | 09293181 |
|                                         | Doppelmietshaus in offener Bebauung, mit Bauplastik und Vorgarten | Hoepnerstraße 7; 9 (Karte) | 1936–1937 (Doppelmietshaus), 1936–1937 (Bauplastik)          | Putzfassade in typischen Formen um 1935, Nachklänge der Moderne der 1920er Jahre, Putz- und Kunststeingliederungen, Sockelbereich verklinkert, überhöhter Mittelrisalit, seitlich erkerartige Vorlagen mit Sgraffito-Schmuck, Bauplastik von Johannes Göldel: weibliche Figur mit Füllhorn, ortsentwicklungsgeschichtlich und baugeschichtlich von Bedeutung | 09263918 |
|                                         | Mietshaus in geschlossener Bebauung (bauliche Einheit mit Nr. 12), mit Einfriedung und Vorgarten | Hoepnerstraße 10 (Karte) | um 1900 (Mietshaus)                                          | Putzfassade im Landhausstil um 1900, Klinker-, Putz- und Kunststeingliederungen, Jugendstildekor, Giebel der Vorlage und Traufbereich mit Blendfachwerk, seitlich zwei Standerker mit Balkonabschluss, korrespondierende Gestaltung mit Nummer 12, ortsentwicklungsgeschichtlich und baugeschichtlich von Bedeutung | 09263915 |
|                                         | Mietshaus in halboffener Bebauung (bauliche Einheit mit Nr. 13), mit Einfriedung und Vorgarten | Hoepnerstraße 11 (Karte) | um 1905 (Mietshaus)                                          | Putzfassade in renaissancistischen Formen mit Jugendstilanklängen, Putz- und Kunststeingliederungen, Standerker mit Balkonabschluss, darüber geschweifter Zwerchgiebel, turmartiger polygonaler Eckerker, ortsentwicklungsgeschichtlich und baugeschichtlich von Bedeutung | 09263917 |
|                                         | Mietshaus in halboffener Bebauung (bauliche Einheit mit Nr. 10), mit Vorgarten und Einfriedung | Hoepnerstraße 12 (Karte) | um 1900 (Mietshaus)                                          | Putzfassade im Landhausstil um 1900, Klinker-, Putz- und Kunststeingliederungen, Jugendstildekor, polygonaler Eckerker, dessen Turmabschluss sowie der Traufbereich mit Blendfachwerk, korrespondierende Gestaltung mit Nummer 10, ortsentwicklungsgeschichtlich und baugeschichtlich von Bedeutung | 09263914 |
|                                         | Mietshaus in halboffener Bebauung (bauliche Einheit mit Nr. 11), mit Einfriedung und Vorgarten | Hoepnerstraße 13 (Karte) | um 1905 (Mietshaus)                                          | Putzfassade in renaissancistischen Formen mit Jugendstilanklängen, Putz- und Kunststeingliederungen, Standerker mit Balkonabschluss, darüber geschweifter Zwerchgiebel, turmartiger polygonaler Eckerker, ortsentwicklungsgeschichtlich und baugeschichtlich von Bedeutung | 09263916 |
|                                         | Mehrfamilienhäuser einer Wohnanlage, mit Vorgarten | Hoepnerstraße 14; 16; 18 (Karte) | um 1935 (Wohnblock)                                          | Putzfassade in nachklingenden Formen des Neuen Bauens der 1920er Jahre, Putzgliederungen, Sockel und Fensterlaibungen verkachelt, überhöhter Eckteil, zur Hoepnerstraße Balkonzonen, Zeugnis des Mietwohnungsbaus um 1935, Architekt: Robert O. Koppe, ortsentwicklungsgeschichtlich und baugeschichtlich von Bedeutung | 09263913 |
| Weitere Bilder                          | Kath. Pfarramt, ehemals Villa, mit Einfriedung und Villengarten | Hoepnerstraße 17 (Karte) | um 1900 (Villa)                                              | historistischer Putzbau im Stil der Neurenaissance, Um- und Erweiterungsbau in Jugendstilformen, Putz- und Natursteingliederungen, zur Hoepnerstraße kräftiger Risalit, Villengarten mit altem Gehölzbestand und zwei Kunststeinplastiken, ortsentwicklungsgeschichtlich, baugeschichtlich und gartengeschichtlich von Bedeutung | 09263908 |
|                                         | Wohnhaus in offener Bebauung, mit Einfriedung und Vorgarten | Hoepnerstraße 19 (Karte) | 1937 (Wohnhaus)                                              | Putzbau in typischen, traditionell geprägten Formen um 1935, Kunststeinelemente, ortsentwicklungsgeschichtlich und baugeschichtlich von Bedeutung | 09263909 |
|                                         | Wohnhaus, mit Einfriedung und Vorgarten | Hoepnerstraße 20 (Karte) | 1937 (Wohnhaus)                                              | Privatwohnbau in typischen traditionellen Formen um 1935, Putzfassaden, im Obergeschoss französische Fenster, hohes Walmdach, ortsentwicklungsgeschichtlich und baugeschichtlich von Bedeutung | 09263912 |
|                                         | Wohnhaus in offener Bebauung, mit Einfriedung und Vorgarten | Hoepnerstraße 25 (Karte) | 1936 (Wohnhaus)                                              | Putzbau in typischen, traditionell geprägten Formen um 1935, Standerker mit Balkon, ortsentwicklungsgeschichtlich und baugeschichtlich von Bedeutung | 09263910 |
|                                         | Wohnhaus in offener Bebauung, mit Einfriedung und Garten | Hoepnerstraße 27 (Karte) | um 1935 (Wohnhaus)                                           | Putzbau in typischen, traditionell geprägten Formen um 1935, Putzgliederungen, Straßenfront mit flachem Standerker, Ostseite Anbau mit Balkon, ortsentwicklungsgeschichtlich und baugeschichtlich von Bedeutung | 09263911 |
| Direkt Bild zu diesem Denkmal hochladen | Mehrfamilienhäuser einer Wohnanlage, mit Vorgärten und Hofgestaltung | Hölderlinstraße 2; 4; 6 (Karte) | um 1930 (Wohnblock)                                          | Putzbau mit Einflüssen des Neuen Bauens, Putz- und Klinkergliederungen, vorspringender und überhöhter Gebäudeteil als Eckbetonung, Architekt: O. M. Rothmann, Zeugnis des sozialen Wohnungsbaus in der Weimarer Republik, ortsentwicklungsgeschichtlich, sozialgeschichtlich und baugeschichtlich von Bedeutung | 09263976 |
| Direkt Bild zu diesem Denkmal hochladen | Doppelmietshaus in offener Bebauung, mit Einfriedung und Vorgarten | Hölderlinstraße 3; 5 (Karte) | um 1910 (Doppelmietshaus)                                    | Putzfassade im Reformstil um 1910, auch Jugendstilnachklänge, Fassadenunterteilung durch Vorlagen, akzentuierender Putzdekor, Austritte und Balkone mit schmiedeeisernen Gittern, aufwändige Einfriedung mit Sandsteinpfeilern und eisernen Zaunsfeldern, ortsentwicklungsgeschichtlich und baugeschichtlich von Bedeutung | 09263977 |
| Direkt Bild zu diesem Denkmal hochladen | Mietshaus in halboffener Bebauung, mit Vorgarten | Jägerstraße 1 (Karte) | um 1905 (Mietshaus)                                          | ansprechende Putzfassade in Jugendstilformen, Putz- und Kunststeingliederungen, polygonaler Erker und großer Zwerchgiebel mit Putzrelief, an der Seite Treppenrisalit mit eisernem Vordach, Zierfachwerk und Türmchenaufsatz, ortsentwicklungsgeschichtlich und baugeschichtlich von Bedeutung | 09263939 |
| Direkt Bild zu diesem Denkmal hochladen | Mietshaus in halboffener Bebauung in Ecklage (bauliche Einheit mit Landsberger Straße 9), mit Einfriedung und Vorgarten | Jägerstraße 1a (Karte) | um 1905 (Mietshaus)                                          | Putzfassade mit reichem Jugendstildekor, Putz- und Kunststeingliederungen, Seitenrisalit, flankiert von Balkonen, ortsentwicklungsgeschichtlich und baugeschichtlich von Bedeutung | 09291815 |
| Direkt Bild zu diesem Denkmal hochladen | Mietshaus in halboffener Bebauung in Ecklage | Jägerstraße 2 (Karte) | 1903–1904 (Mietshaus)                                        | Putzfassade in originellen Jugendstilformen, Putzgliederungen, breite verbrochene Ecke mit Doppelerker und markantem Segmentgiebel, Laden, straßenbildprägend, Architekt Paul Möbius, baugeschichtlich, baukünstlerisch und ortsentwicklungsgeschichtlich von Bedeutung | 09263938 |
| Direkt Bild zu diesem Denkmal hochladen | Handschwengelpumpe mit Brunnenschacht und Abdeckplatte | Jägerstraße 2 (vor) (Karte) | 1903 (Handschwengelpumpe)                                    | Zeugnis der Wasserversorgung in der Vergangenheit, stadtgeschichtlich von Bedeutung | 09297789 |
|                                         | Mietshaus in halboffener Bebauung in Ecklage, mit Vorgarten in der Jägerstraße | Jägerstraße 11 (Karte) | um 1905 (Mietshaus)                                          | reiche Putzfassade in Jugendstilformen, Putz- und Kunststeingliederungen, Eckbetonung durch Eckerker mit Turmaufsatz, flankiert von Zwerchgiebeln, zur Breitenfelder Straße weiterer Erker, an der Jägerstraße Seitenrisalit, Läden, ortsentwicklungsgeschichtlich und baugeschichtlich von Bedeutung | 09297988 |
|                                         | Mietshaus in halboffener Bebauung (bauliche Einheit mit Nr. 16), mit Einfriedung und Vorgarten | Jägerstraße 14 (Karte) | um 1900 (Mietshaus)                                          | Putzfassade in späthistoristischen Formen mit Jugendstilanklängen, Seitenrisalit mit Eckerker und steilem Giebel, daneben Holzbalkone, ortsentwicklungsgeschichtlich und baugeschichtlich von Bedeutung | 09263958 |
| Weitere Bilder                          | Mietshaus in halboffener Bebauung in Ecklage, mit Vorgarten und Einfriedung an der Jägerstraße | Jägerstraße 15 (Karte) | um 1905 (Mietshaus)                                          | markanter Putzbau zwischen Späthistorismus und Jugendstil, reiche Putz-, Naturstein- und Kunststeingliederungen, Eckbetonung durch erkerartige Gestaltung mit Turmaufsatz, zur Jägerstraße Risalit, verschiedene Balkone, Läden, Einfriedung mit gemauerten Pfosten und aufwändigen schmiedeeisernen Gittern, ortsentwicklungsgeschichtlich, baugeschichtlich und baukünstlerisch von Bedeutung | 09263959 |
|                                         | Mietshaus in halboffener Bebauung in Ecklage (bauliche Einheit mit Nr. 14), mit Einfriedung und Vorgarten | Jägerstraße 16 (Karte) | um 1900 (Mietshaus)                                          | Putzfassade in späthistoristischen Formen mit Jugendstilanklängen, polygonaler Eckerker mit Türmchenaufsatz, die Fronten mit Risaliten, zur Jägerstraße mit steilem Giebel, platzseitig außerdem Holzbalkone, ortsentwicklungsgeschichtlich und baugeschichtlich von Bedeutung | 09263957 |
|                                         | Mietshaus in halboffener Bebauung (bauliche Einheit mit Nr. 19), mit Einfriedung und Vorgarten | Jägerstraße 17 (Karte) | um 1905 (Mietshaus)                                          | Putzfassade in Jugendstilformen, Putz- und Steingliederungen, Seitenrisalit mit Spitzgiebel, Eingangsvorhalle auf gebauchten Pfeilern, darüber Balkon, Gaupe mit Zwiebeldach, ortsentwicklungsgeschichtlich und baugeschichtlich von Bedeutung | 09297354 |
|                                         | Mietshaus in halboffener Bebauung (bauliche Einheit mit Nr. 17), mit Einfriedung und Vorgarten | Jägerstraße 19 (Karte) | um 1905 (Mietshaus)                                          | Putzfassade in Jugendstilformen, teils rekonstruierte Putz- und Steingliederungen, Risalit mit Spitzgiebel, ortsentwicklungsgeschichtlich und baugeschichtlich von Bedeutung | 09297353 |
|                                         | Mietshaus in offener Bebauung, mit Einfriedung und Vorgarten | Jägerstraße 21 (Karte) | 1936 (Mietshaus)                                             | Putzfassade in charakteristischen Formen um 1935 mit Nachklängen der Moderne der 1920er Jahre, Klinkersockel, eingezogene Treppenhausachse, ortsentwicklungsgeschichtlich und baugeschichtlich von Bedeutung | 09263956 |
| Weitere Bilder                          | Fünf Mehrfamilienhäuser einer Wohnanlage, mit Mosaikpflaster vor den Eingangsbereichen | Kleiststraße 1; 3; 5; 5a; 5b (Karte) | um 1935 (Mehrfamilienwohnhaus)                               | Putzbauten in nachklingenden, gemäßigt modernen Formen um 1930, Putz- und Klinkergliederungen, Zeugnisse des sozialen Wohnungsbaus der frühen NS-Zeit, siehe auch Rückertstraße 9a–15b und Wilhelm-Sammet-Straße 20a–26c, ortsentwicklungsgeschichtlich, sozialgeschichtlich und baugeschichtlich von Bedeutung | 09297120 |
| Weitere Bilder                          | Mietshaus in offener Bebauung in Ecklage, mit Vorgarten und Pflasterung des Zugangsweges | Kleiststraße 6 (Karte) | um 1910 (Mietshaus)                                          | Putzfassade im Reformstil um 1910, Putzgliederungen und akzentuierender Putzdekor, an beiden Fronten Standerker, begleitet von Balkonen, zur Kleiststraße Dachhaus, weitere teils türmchenartige Dachaufbauten, Architekt Richard Welz, ortsentwicklungsgeschichtlich und baugeschichtlich von Bedeutung | 09297800 |
| Weitere Bilder                          | Mietshaus in offener Bebauung in Ecklage, mit Einfriedung, Vorgarten und Wegepflaster | Kleiststraße 7 (Karte) | um 1910 (Mietshaus)                                          | markanter Putzbau in Formen des Jugendstils und der Reformarchitektur um 1910, Putz- und Natursteingliederungen, akzentuierender Dekor, Standerker und verglaste Balkone, hohes, gebrochenes Dach mit verschiefertem Giebel, Einfriedung teils Eisenzaun, teils Mauerwerk mit übergiebelter Eingangspforte, Architekt: Richard Welz, ortsentwicklungsgeschichtlich und baugeschichtlich von Bedeutung | 09298463 |
|                                         | Villa, mit Einfriedung und Vorgarten | Kleiststraße 8 (Karte) | um 1925 (Villa)                                              | Putzbau in traditionellen Formen der 1920er Jahre, Einflüsse des Art Déco, Putz- und Kunststeingliederungen, an der Straßenfront kleiner Standerker mit geschweifter Haube, an den Seiten Vorsprünge, Wohnsitz des Kaufmanns und Fabrikbesitzers Georg Schumann, ortsentwicklungsgeschichtlich und baugeschichtlich von Bedeutung | 09297721 |
|                                         | Villa, mit Einfriedung und Garten | Kleiststraße 10 (Karte) | 1916–1917 (Villa)                                            | abwechslungsreich gestalteter Putzbau im Reformstil um 1915, vornehme, akzentsetzende Putzgliederung und Putzdekoration, verschiedene An- und Vorbauten, hohes geschwungenes Walmdach, benannt nach dem Fabrikbesitzer Richard Lankow, ortsentwicklungsgeschichtlich und baugeschichtlich von Bedeutung | 09291944 |
|                                         | Villa (Nr. 11), mit Einfriedung, Villengarten, Remisengebäude (Nr. 11a) und Kinderspielhäuschen | Kleiststraße 11; 11a (Karte) | 1908 (Villa)                                                 | reich gegliederter Putzbau im Reformstil um 1910, Putzgliederungen, verschiedene An- und Vorbauten, bewegte Dachlandschaft, Südseite mit Holzveranda und Gartentreppe, flankiert von Wandbrunnen, ausgedehnter, jetzt dreigeteilter Garten mit altem Gehölzbestand, Wegeführung und Neugierde, aufwändige Grundstückseinfassung teils Mauer, teils Eisenzaun mit gemauerten Pfosten und übergiebelter Pforte, Wohnsitz des Fabrikanten Paul Bleichert, Inhaber der Drahtseilbahnfabrik A. Bleichert & Co., Architekt Richard Welz, ortsentwicklungsgeschichtlich, baugeschichtlich, personengeschichtlich und gartengeschichtlich von Bedeutung | 09297918 |
| Weitere Bilder                          | Einfamilienhaus mit Vorgarten und Einfriedung | Kleiststraße 12 (Karte) | 1912–1914 (Villa); 1912–1916 (Einfriedung)                   | Einfamilienhaus mit Vorgarten und Einfriedung; Putzfassade, baugeschichtlicher und ortsentwicklungsgeschichtlicher Wert, personengeschichtlich von besonderer Bedeutung. Villa Richard Welz; Wohnhaus Bürgermeister Vierling; heute Kindergarten Gohliser Buntstifte | 09307057 |
|                                         | Einzeldenkmale o. g. Sachgesamtheit: fünf Mehrfamilienhäuser einer Wohnanlage (siehe auch Sachgesamtheitsdokument – Obj. 09297915, Coppistraße 23–31) | Kleiststraße 13; 13a; 15; 15a; 17 (Karte) | um 1925 (Mehrfamilienwohnhaus)                               | abwechslungsreich unterteilte Putzfassaden in typischen Formen der 1920er Jahre, akzentuierender, teils figürlicher Art-déco-Schmuck, Putz- und Kunststeingliederungen, verschiedene Erker und Vorlagen, siehe auch Coppistraße 23–31, Dinterstraße 18–28 und Lützowstraße 58–66, Zeugnisse des sozialen Wohnungsbaus zur Zeit der Weimarer Republik, baugeschichtlich und sozialgeschichtlich von Bedeutung | 09297916 |
|                                         | Reihenhaus, mit Vorgärten | Kleiststraße 19; 21; 23; 25; 27; 29; 31 (Karte) | 1923 (Reihenhaus)                                            | Putzbauten in traditionellen Formen der 1920er Jahre, Teil einer kleinen innerstädtischen Siedlungsanlage, siehe auch Krokerstraße 2–14 und Wustmannstraße 2–14 und 16–28, Architekt: Stadtbaurat James Bühring, ortsentwicklungsgeschichtlich und baugeschichtlich von Bedeutung | 09291091 |
|                                         | Wohnhaus in geschlossener Bebauung, mit Einfriedung | Kleiststraße 43 (Karte) | um 1925 (Reihenhaus)                                         | Putzfassade in Art-déco-Formen, Putz- und Kunststeingliederungen, loggienartiger Eingangsvorbau mit Freitreppe und Balkon, Teil einer architektonisch ansprechenden Reihenhausbebauung, ortsentwicklungsgeschichtlich und baugeschichtlich von Bedeutung | 09299296 |
|                                         | Wohnhaus in geschlossener Bebauung, mit Einfriedung | Kleiststraße 45 (Karte) | um 1925 (Reihenhaus)                                         | Putzfassade in Art-déco-Formen, Putz- und Kunststeingliederungen, Mittenbetonung durch Standerker, darüber Zwerchhaus, flankiert von Gaupen, Teil einer architektonisch ansprechenden Reihenhausbebauung, ortsentwicklungsgeschichtlich und baugeschichtlich von Bedeutung | 09299295 |
|                                         | Wohnhaus in geschlossener Bebauung, mit Einfriedung | Kleiststraße 45a (Karte) | um 1925 (Reihenhaus)                                         | Putzfassade in Art-déco-Formen, Putz- und Kunststeingliederungen, loggienartiger Eingangsvorbau mit Freitreppe und Balkon, Teil einer architektonisch ansprechenden Reihenhausbebauung, ortsentwicklungsgeschichtlich und baugeschichtlich von Bedeutung | 09299294 |
| Weitere Bilder                          | Wohnhaus in geschlossener Bebauung | Kleiststraße 47 (Karte) | um 1925 (Reihenhaus)                                         | vornehme Putzfassade in Formen des Neoklassizismus und Art déco, Putz- und Kunststeingliederungen, Mittenbetonung durch Runderker, verbunden mit großer Dachgaupe, Teil einer architektonisch ansprechenden Reihenhausbebauung, ortsentwicklungsgeschichtlich und baugeschichtlich von Bedeutung | 09299293 |
|                                         | Doppelwohnhaus in geschlossener Bebauung | Kleiststraße 51; 53 (Karte) | um 1915 (Doppelwohnhaus)                                     | Putzfassade im Reformstil um 1915, Putzgliederungen, Traufe mit Mäanderfries, Standerker mit Balkon im Obergeschoss, darüber Zwerchhaus, ortsentwicklungsgeschichtlich von Bedeutung | 09299292 |
| Weitere Bilder                          | Wohnhaus in offener Bebauung, mit Vorgarten und Einfriedung | Kleiststraße 67 (Karte) | um 1925 (Wohnhaus)                                           | Putzbau in Formen des Art déco, Straßenfront mit Eckerkern und Zwerchhaus, hohes gebrochenes Dach, ortsentwicklungsgeschichtlich und baugeschichtlich von Bedeutung | 09260419 |
|                                         | Doppelwohnhaus in offener Bebauung, mit Vorgarten und Einfriedung | Kleiststraße 81; 83 (Karte) | 1927–1928 (Doppelwohnhaus), 1927–1928 (Ziergarten)           | Putzbau in Formen des Neuen Bauens, Putz- und Ziegelgliederungen, Mittenbetonung durch flache Vorlage, Flachdach, ortsentwicklungsgeschichtlich und baugeschichtlich von Bedeutung Ein ungewöhnliches Doppelwohnhaus entstand 1927/1928 nebst Einfriedung für den schwer kriegsgeschädigten Major a. D. Nicolaus Innocenz Richard von Einsiedel sowie den entwerfenden Bauanwalt Alfred Rieffel. Sowohl die vom Art Déco der Zeit unbeeinflusste Fassade als auch bautechnische Parameter sind von Interesse. Verwendung fand die „Alrieko-Ziegelhohlblockbauweise“, die gemäß Herstellerwerbung ein „stabiles, billiges, schnelles und trockenes Bauen“ ermöglichte. Auch das Flachdach wurde mit einem Verweis auf Einsparung von Material und Aufwand versehen. Eingang in die Bauakte fanden Prüfberichte der Hohlblockziegel des „Versuchs- und Materialprüfungsamtes der Bautechnischen Abteilung an der Technischen Universität Dresden“. Die hier verwendeten Ziegel waren in den Schubertschen Ziegelwerken Narsdorf/Sachsen gefertigt, weitere Herstellungsorte waren die Dampfziegelei Otto Stölzel in Gundorf sowie die Brandiser Tonwerke Brandis in Sachsen. Für die Ausführung des Hauses stand Baumeister und Architekt C. F. Theodor Leuthier aus Leipzig-Eutritzsch unter Vertrag. Sichtklinkermauerwerk gliedert die verputzte Fassade als Sockel, Traufleiste und an den Ecken zwischen den über Eck gestellten Fenstern, seitlich angeordnet sind die Hauseingänge. Im Keller des Hauses waren u. a. eine Garage (bei Nummer 83 beseitigt) sowie die Waschküche eingerichtet. Das Erdgeschoss besaß in jeder Gebäudehälfte zwei Wohn- und ein Esszimmer, Küche, Closett und einen Windfang während im darüberliegenden Stock drei Schlafräume sowie Waschraum und Klosett/Bad vorgesehen waren. Der Vorgarten musste gemäß baupolizeilichem Hinweis als Ziergarten angelegt werden. Übrigens entstand der „Klein-Wohnhaus-Neubau“ auf städtischem Erbpachtgelände. Jeweils nach Zwangsversteigerungen übernahmen 1929 Gustav Walther Wagner (Nummer 83) sowie 1931 die Stadtgemeinde Leipzig (Nummer 81) das Haus. Baugeschichtlich von Wert sind Architektur und Konstruktion des Ende der 1920er Jahre entstandenen Hauses, straßenraumcharakterisierend gegenüber dem Arthur-Bretschneider-Park. LfD/2012, 2014 | 09263883 |
|                                         | Wohnhaus in offener Bebauung, mit Vorgarten und Einfriedung | Kleiststraße 85 (Karte) | 1930 (Wohnhaus), 1930–1931 (Einfriedung)                     | Putzbau im Stil des Neuen Bauens, Klinkersockel, Straßenfront mit seitlichem erkerartigem Vorsprung, Flachdach mit rückwärtiger Dachterrasse, Beispiel für Einflüsse der Bauhausarchitektur auf die Leipziger Bauentwicklung, Architekt: Kurt Schwarze (1900–1976), ortsentwicklungsgeschichtlich, baugeschichtlich und baukünstlerisch von Bedeutung | 09293235 |
|                                         | Wohnhaus (mit drei Hausnummern) in offener Bebauung und in Ecklage, mit Vorgarten | Kleiststraße 99; 101; 103 (Karte) | um 1930 (Wohnhaus)                                           | Putzfassade in traditionellen Formen um 1930 mit Art-déco-Nachklängen, Putz- und Kunststeingliederungen, Hauszugänge über Freitreppen, rückseitig Erker und Balkone, teils verglast, ortsentwicklungsgeschichtlich von Bedeutung | 09294106 |
| Weitere Bilder                          | Mietshaus in geschlossener Bebauung in Ecklage | Krokerstraße 1 (Karte) | bezeichnet 1912 (Mietshaus)                                  | abwechslungsreich gestalteter Putzbau im Reformstil um 1910, Putz- und Steingliederungen, Vorlagen und Erker, Laden, straßenbildprägende Lage, ortsentwicklungsgeschichtlich und baugeschichtlich von Bedeutung | 09297292 |
| Weitere Bilder                          | Reihenhaus, mit Vorgärten und Einfriedung | Krokerstraße 2; 4; 6; 8; 10; 12; 14 (Karte) | um 1925 (Reihenhaus)                                         | Putzbauten in traditionellen Formen der 1920er Jahre, Teil einer kleinen innerstädtischen Siedlungsanlage, siehe auch Kleiststraße 19–31, Wustmannstraße 2–14 und 16–28, Architekt: Baurat James Bühring, ortsentwicklungsgeschichtlich und baugeschichtlich von Bedeutung | 09297769 |
|                                         | Mietshaus in geschlossener Bebauung | Krokerstraße 3 (Karte) | um 1910 (Mietshaus)                                          | Putzfassade im Reformstil um 1910, Putz- und Kunststeingliederungen, Sockelverkleidung in Naturstein, Doppelerker, verbunden durch loggienartige Balkone, darüber breiter Dachausbau, ortsentwicklungsgeschichtlich und baugeschichtlich von Bedeutung | 09297293 |
| Weitere Bilder                          | Mietshaus in geschlossener Bebauung in Ecklage | Krokerstraße 5 (Karte) | um 1910 (Mietshaus)                                          | Putzfassade im Reformstil um 1910, Putzgliederungen und Putzdekor, Sockelverkleidung und Haustürrahmung in Sandstein, Doppelerker und seitliches Zwerchhaus, ortsentwicklungsgeschichtlich und baugeschichtlich von Bedeutung | 09297294 |
|                                         | Mietshaus in geschlossener Bebauung | Krokerstraße 7 (Karte) | um 1910 (Mietshaus)                                          | Putzfassade im Reformstil um 1910, Putzgliederungen und Putzdekor, Sockelverkleidung und Haustürrahmung in Sandstein, Doppelerker und seitliches Zwerchhaus, ortsentwicklungsgeschichtlich und baugeschichtlich von Bedeutung | 09297295 |
|                                         | Mietshaus in geschlossener Bebauung | Krokerstraße 9 (Karte) | um 1915 (Mietshaus)                                          | Putzfassade im Reformstil um 1910/15, Putzgliederungen und akzentuierender, teils figürlicher Putzdekor, Sockel mit Natursteinverkleidung, Doppelerker in Kastenform, ortsentwicklungsgeschichtlich und baugeschichtlich von Bedeutung | 09297296 |
| Weitere Bilder                          | Fünf Mehrfamilienhäuser einer Wohnanlage (Krokerstraße 11–15 und Renkwitzstraße 10/12), mit kleiner Grünfläche und Pflasterung des Zugangs vor dem Eckgebäude (Renkwitzstraße 12) | Krokerstraße 11; 13; 15 (Karte) | 1925–1927 (Mehrfamilienwohnhaus)                             | Putzfassaden in traditionellen Formen der 1920er Jahre, Putzgliederungen, akzentuierender Art-déco-Schmuck, repräsentative Eckgestaltung mit Rundrisalit, hier Säulenportikus zur Eingangsbetonung, Renkwitzstraße 10 mit hohem Giebel, gerundeten Ecken sowie vorspringender Treppenhausachse, Gebäude in der Krokerstraße ebenfalls mit gliedernden Treppenhausvorlagen, als Ergänzungsbauten in das bestehende Straßengefüge mit Blockbebauung eingeordnet (siehe auch Coppistraße 30, Krokerstraße 1–13 und Renkwitzstraße 2–8), Zeugnis des gemeinnützigen Wohnungsbaus in der Weimarer Republik, Architekt: Fritz Riemann, straßenbildprägende Lage, ortsentwicklungsgeschichtlich, sozialgeschichtlich und baugeschichtlich von Bedeutung | 09297297 |
|                                         | Sieben Mehrfamilienhäuser einer Wohnanlage (Anschrift: Krokerstraße 14a und Wustmannstraße 1–11), mit Vorgärten | Krokerstraße 14a (Karte) | um 1925 (Mehrfamilienwohnhaus)                               | Putzfassade in traditionellen Formen der 1920er Jahre mit Art-déco-Einflüssen, Putz- und Kunststeingliederungen, Eckhäuser vorgezogen und mit erkerartigen Eckbetonungen, im zurückliegenden mittleren Teil Treppenhausachsen als überhöhte Vorlagen, Krokerstraße 14a mit eigenständiger Fassadengestaltung, zur Krokerstraße seitliche Vorlage mit hohem Zwerchgiebel, begleitet von Turmerker, Verbindungsachse zur Wustmannstraße in Loggien geöffnet, ortsentwicklungsgeschichtlich, baugeschichtlich und sozialgeschichtlich von Bedeutung | 09299291 |
|                                         | Mietshaus in geschlossener Bebauung | Krokerstraße 16 (Karte) | um 1915 (Mietshaus)                                          | Putzfassade im Reformstil um 1910/15, Putz- und Kunststeingliederungen, Doppelerker in Kastenform, seitliches Zwerchhaus, ortsentwicklungsgeschichtlich und baugeschichtlich von Bedeutung | 09297891 |
|                                         | Mietshaus in halboffener Bebauung in Ecklage, mit Vorgarten und Einfriedung an der Renkwitzstraße | Krokerstraße 17 (Karte) | um 1910 (Mietshaus)                                          | abgeknickte Putzfassade im Reformstil um 1910, Putzgliederungen und Putzdekor, zur Renkwitzstraße durch alle Geschosse reichender Doppelerker, verbunden mit Balkonen, zur Krokerstraße seitlich verschobener Kastenerker, darüber Zwerchhaus, ehemals Laden, ortsentwicklungsgeschichtlich und baugeschichtlich von Bedeutung | 09297300 |
|                                         | Mietshaus in geschlossener Bebauung | Krokerstraße 18 (Karte) | um 1915 (Mietshaus)                                          | Putzfassade im Reformstil um 1910, Putz- und Kunststeingliederung, akzentuierender, teils figürlicher Putzdekor, Sockel mit Porphyrtuffverkleidung, polygonaler Doppelerker, seitliches Zwerchhaus, ortsentwicklungsgeschichtlich und baugeschichtlich von Bedeutung | 09299302 |
|                                         | Mietshaus in geschlossener Bebauung in Ecklage | Krokerstraße 19 (Karte) | um 1915 (Mietshaus)                                          | Putzfassade im Reformstil um 1910/15, Putzgliederung und Putzdekor, Erker, flankiert von Austritten, seitliches Zwerchhaus mit Schweifgiebel, ortsentwicklungsgeschichtlich und baugeschichtlich von Bedeutung | 09297301 |
|                                         | Mietshaus in geschlossener Bebauung | Krokerstraße 20 (Karte) | um 1915 (Mietshaus)                                          | Putzfassade im Reformstil um 1910/15, Putz- und Steingliederungen, polygonaler Doppelerker und seitliches Dachhaus, ortsentwicklungsgeschichtlich und baugeschichtlich von Bedeutung | 09299301 |
|                                         | Mietshaus in geschlossener Bebauung | Krokerstraße 22 (Karte) | um 1915 (Mietshaus)                                          | Putzfassade im Reformstil um 1910/15, Putzgliederungen und sparsamer Putzdekor, Sockelverkleidung und Türrahmung in Naturstein, Doppelerker in Kastenform, seitliches Zwerchhaus, ortsentwicklungsgeschichtlich und baugeschichtlich von Bedeutung | 09299300 |
|                                         | Mietshaus in geschlossener Bebauung | Krokerstraße 24 (Karte) | um 1915 (Mietshaus)                                          | Putzfassade im Reformstil um 1910/15, Putzgliederungen und akzentuierender Putzdekor, Doppelerker in Kastenform, Sockelverkleidung und Haustürrahmung in Naturstein, seitliches Zwerchhaus, ortsentwicklungsgeschichtlich und baugeschichtlich von Bedeutung | 09299299 |
|                                         | Mietshaus in geschlossener Bebauung | Krokerstraße 26 (Karte) | 1914–1915 (Mietshaus)                                        | Putzfassade im Reformstil um 1910/15, Putz- und Steingliederungen, akzentuierender Putzdekor, Doppelerker in Kastenform, seitliches Zwerchhaus mit Dreieckgiebel, ortsentwicklungsgeschichtlich und baugeschichtlich von Bedeutung | 09299298 |
|                                         | Mietshaus (mit drei Eingängen, Gottschallstraße 10, 10a und Krokerstraße 28) in geschlossener Bebauung in Ecklage | Krokerstraße 28 (Karte) | 1927–1932 (Wohnblock)                                        | Putzfassade in typischen Formen der 1920er Jahre, verhaltener Einfluss des Neuen Bauens, Kunststein- und Klinkergliederungen, exponierte Lage in erweitertem Straßenraum, Teil der gebietsprägenden sozialen Wohnbebauung aus der Zeit der Weimarer Republik, baugeschichtlich, ortsentwicklungsgeschichtlich und sozialgeschichtlich von Bedeutung | 09297718 |